# Павленко Юрій Прокопович
Павленко Юрій Прокопович (26 квітня 1939, село Луговики (Полтавська область) — 22 березня 2015, місто Біла Церква (Київська область) — український композитор, диригент, концертний виконавець, педагог, громадський діяч, Заслужений працівник культури України (1998), член Національної всеукраїнської музичної спілки (1991).

## Життєпис
Павленко Юрій Прокопович народився 26 квітня 1939 у селі Луговики Чорнухинського району, що на Полтавщині. Згодом сім’я переїхала до Білої Церкви і з того часу все його подальше життя було пов’язане з цим містом: навчання в Білоцерківській середній школі №9 і водночас у Білоцерківській дитячій музичній школі. По закінченні  музичної школи вирішив присвятити себе музиці – стати професійним музикантом. Здобував фахову музичну освіту спочатку у Київському державному музичному училищі ім. Р.М. Грієра (закінчив у 1960), пізніше у Київській державній консерваторії ім. П.І. Чайковського (закінчив у 1968). Ще у період навчання у музичній школі успішно проявив себе як сольний виконавець. В студентські роки концертує, популяризуючи баян, бере активну участь у створенні низки професійних і аматорських колективів (ансамблів, оркестрів).
Практично все життя працював у Білоцерківській школі мистецтв №1 (до 1980 – Білоцерківська дитяча музична школа) – з липня 1962 педагогом, потім завучем, а з 1969 – директором. За більш, ніж 40 років його керівництва школа стала відомим закладом дитячої музичної освіти як в Україні, так і за її межами. Художні колективи школи — дитячі, педагогічні, виборювали почесні місця на всеукраїнських, всесоюзних та міжнародних конкурсах і фестивалях. Це і дитячий хор «Співаночка», і дитячий ансамбль скрипалів «Сто скрипок Білої Церкви», і дитячий симфонічний оркестр, і педагогічні – естрадно-симфонічний оркестр, камерний оркестр класичної та сучасної музики, вокальний ансамбль «Материнка». Цим хорам, оркестрам та ансамблям присвоєні звання «народний аматорський колектив». У 1976 школі присуджено почесне звання «Колектив високої культури роботи» та занесено на Дошку пошани республіканської виставки передового досвіду. У 2001 за заслуги в розвитку дитячої музичної творчості та української культури з нагоди 10-річчя незалежності України Указом Президента України школа була нагороджена пам’ятною ювілейною медаллю.

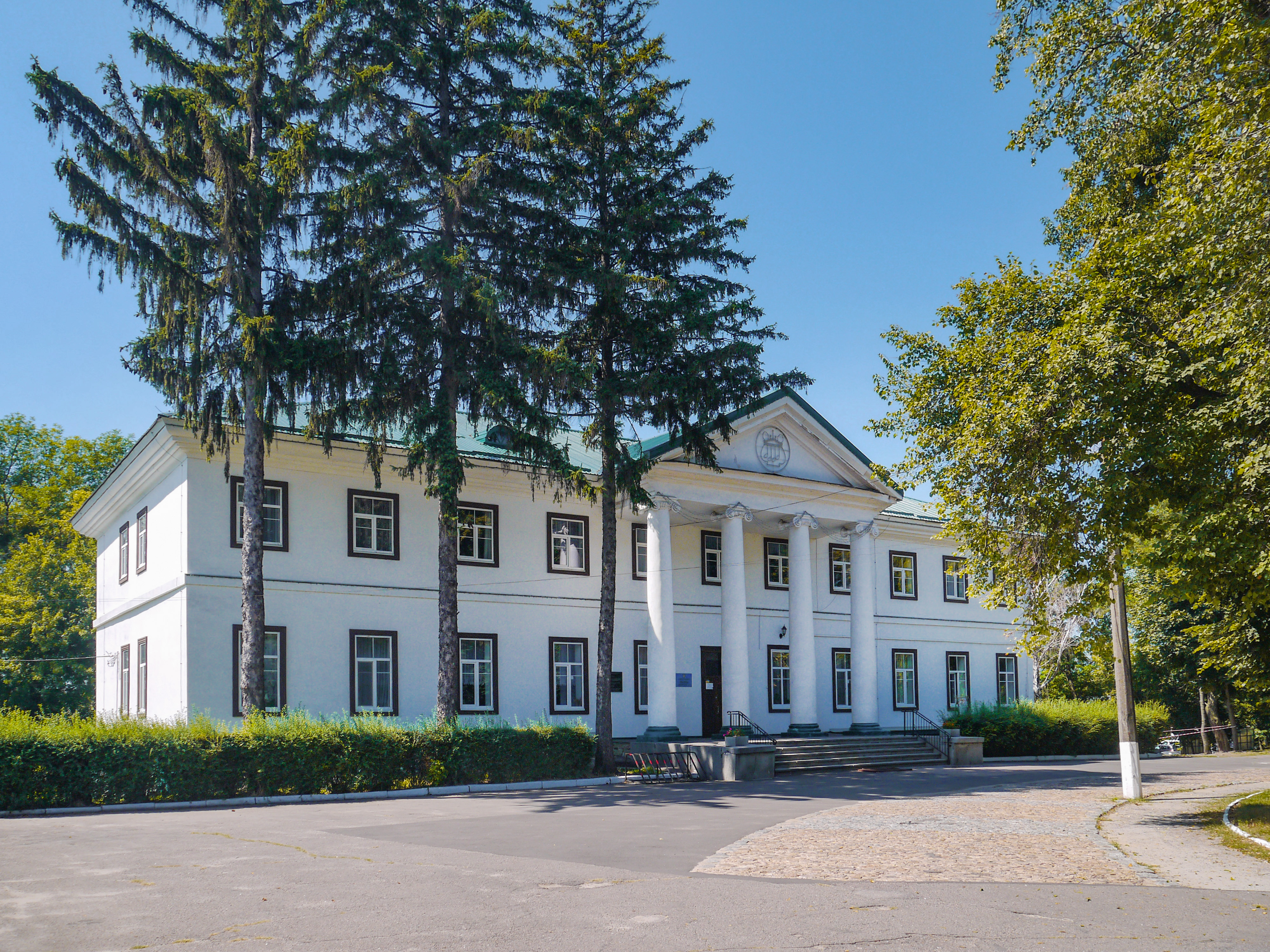
Білоцерківська школа мистецтв №1 імені Юрія Павленка

За час роботи Юрія Прокоповича директором школи були виховані майбутні зірки України – народні та заслужені артисти України, заслужені діячі мистецтв та заслужені працівники культури України, лауреати міжнародних конкурсів. Більше 50 випускникам школи присвоєні ці почесні звання. Серед них відомі далеко за межами України такі імена, як Олександр Злотник – композитор, Народний артист України, ректор Київської муніципальної академії музики імені Рейнгольда Глієра, професор; Алла Попова – співачка, Народна артистка України, професор Київського національного університету культури і мистецтв; Тетяна Русова – співачка, Заслужений діяч мистецтв України, викладач по класу естрадного вокалу Київської муніципальної академії музики імені Рейнгольда Глієра; Любов Анісімова – співачка, скрипалька, Заслужена артистка України; Тетяна Орлова – органістка, Заслужена артистка України, солістка Білоцерківського будинку органної та камерної музики; Ірина Персанова – співачка (драматичне сопрано), Заслужена артистка України, педагог; Тетяна Гусарчук – українська музикознавиця, доктор мистецтвознавства, член Національної спілки композиторів України. Випускники школи є серед викладачів Київської муніципальної академії музики імені Рейнгольда Глієра, Національної музичної академії України ім. П.І. Чайковського, Київського національного університету культури і мистецтв, а також багатьох зарубіжних музичних навчальних закладів.
Важлива риса Юрія Павленка – підтримка і сприяння розвитку дитячих і педагогічних оркестрів, хорів, ансамблів, виховання юних музикантів та співаків у колективних формах дитячої художньої творчості. Спираючись на перевірену роками методику розвитку форм дитячого музикування, на свій багатолітній педагогічний досвід, Ю. Павленко ініціює створення школи нового типу – школи мистецтв дитячих духових оркестрів. У 2011 рішенням Білоцерківської міської ради на базі філіалів школи мистецтв №1 була відкрита Білоцерківська школа мистецтв №6 дитячих духових оркестрів. Ю. Павленко як її ідейний натхненник й організатор був призначений директором за переведенням із школи мистецтв №1.
Помер 22 березня 2015 у місті Біла Церква на 75-му році життя. Похований у Білій Церкві на «Новому Київському №1» кладовищі.

## Творчість
Серед учнів, педагогів, керівників художньої самодіяльності популярними стали інструментальні, оркестрові та вокальні твори Юрія Прокоповича, видані у збірниках «Будьмо!», «Боже, яка ти красива», «За Україну, за її волю, за народ», «У місті нашім древньому», «Вишневі заметілі». Знаними стали серед єврейських громад Ізраїлю та США диски із записами 5-ти його єврейських рапсодій для акордеона з духовим оркестром. Чисельні твори композитора Юрія Павленка з успіхом виконуються на міжнародних конкурсах і фестивалях. Його твори опубліковані в репертуарних збірниках військово-оркестрової служби Міністерства оборони України, а також включені Міністерством культури України до переліку творів, рекомендованих для репертуарів дитячих художніх колективів.
За ініціативою Юрія Павленка в 1995 у Білій Церкві був організований муніципальний духовий оркестр. Як його художній керівник і головний диригент Юрій Прокопович написав для цього колективу низку власних творів, робив переклади, аранжування та оркестровки. Під його орудою Білоцерківський муніципальний духовий оркестр став лауреатом ряду всеукраїнських та міжнародних конкурсів. У оркестрантів склалися хороші творчі стосунки з композитором Левком Колодубом, Державним духовим оркестром України та Національним президентським оркестром.
Як палкий популяризатор духової музики, у 2003 Юрій Павленко створив Козацький духовий оркестр «Білоцерківської Січі ім. Семена Палія», для якого пише козацькі марші, пісні, видає збірник сучасних українських пісень «Будьмо!», котрі стали популярними не тільки в Україні, а й у Канаді, Австралії, Німеччині. Пісні Ю. Павленка входять до репертуару козацьких гуртів, дитячих колективів, виконуються на міжнародних конкурсах.
До 200-річчя Т. Шевченка написав оркестрові твори та рапсодії, зокрема оркестрові поеми «Тарасові шляхи», «Червона калина», «Криниченька». «Парубоцький марш», які увійшли до репертуару Білоцерківського муніципального духового оркестру.
Направду народною вже стала пісня «Будьмо!», яку Юрій Прокопович написав у співпраці з поетом Вячеславом Третяком.
Юрій Павленко постійно виступав у ЗМІ з критичними та публіцистичними статтями з історії та розвитку культури Білої Церкви та Білоцерківщини, із захисту музичної культури, вдосконалення початкової мистецької освіти та популяризації академічної та української народної музики серед дітей та юнацтва. До 200-річчя від дня народження Тараса Шевченка був опублікований цикл статей «Музика в житті Т. Шевченка», а до 175-річчя Івана Нечуя-Левицького – «Музика в житті І. Нечуя-Левицького».

## Пам'ять
У 2021 році Білоцерківській школі мистецтв №1 присвоєне почесне звання «імені Юрія Павленка».

## Родина
- дружина – Павленко Тамара Павлівна (1940), Заслужений діяч мистецтв України (1999), Почесний громадянин міста Біла Церква, член Золотого фонду міста Біла Церква, хормейстер, викладач сольного академічного співу, композитор, громадський діяч, член Національної всеукраїнської музичної спілки, Почесна членкиня ВГО «Союз Українок», голова Білоцерківського міськрайонного осередку «Союзу українок».
- син – Павленко Павло Юрійович (1964), доктор філософських наук, провідний науковий співробітник Інституту філософії імені Г.С. Сковороди Національної академії наук України.
- донька – Крижешевська Леся Юрʼївна (1967), Заслужений працівник культури України, член Золотого фонду міста Біла Церква, директор Білоцерківської школи мистецтв №1 імені Юрія Павленка, громадський діяч, депутат Білоцерківської міської ради VIII скликання.

## Відзнаки
- Заслужений працівник культури України.
- Почесний громадянин міста Біла Церква.
- Член Золотого фонду міста Біла Церква.
- Почесний професор Білоцерківського національного аграрного університету.

## Пісенні збірки
- Павленко Юрій. Будьмо! : збірка сучасних козацьких пісень. Біла Церква: ВАТ «Білоцерківська друкарня», 2003.
- Павленко Юрій. Боже, яка ти красива : ліричні пісні. Біла Церква: ВАТ «Білоцерківська друкарня», 2005.
- Павленко Тамара, Павленко Юрій. За Україну, за її волю, за народ : збірник патріотичних пісень. Біла Церква: Мустанг, 1998.
- Павленко Тамара, Павленко Юрій. У місті нашім древньому : збірник пісень про Білу Церкву. Біла Церква: ВАТ «Білоцерківська друкарня», 2003.
- Павленко Тамара, Павленко Юрій, Савчук Галина. Вишневі заметілі (співають батьки та діти) : збірник пісень. Біла Церква: БЦ ФТОВ «Дельфін», 2006.

## Галерея зображень

Будьмо! : [пісня] / авт. муз. Юрій Павленко, авт. сл. Вячеслав Третяк
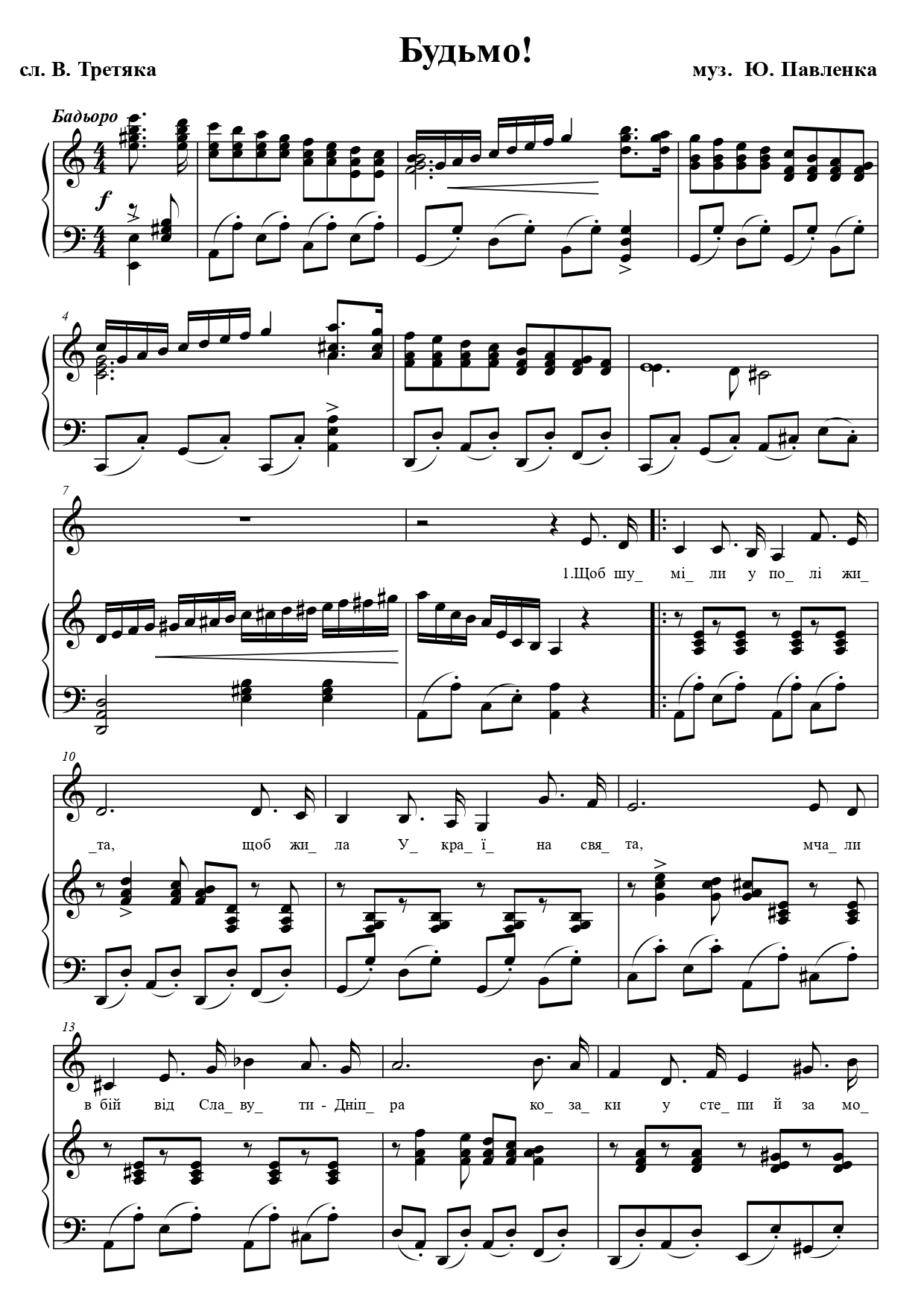
Сторінка 1
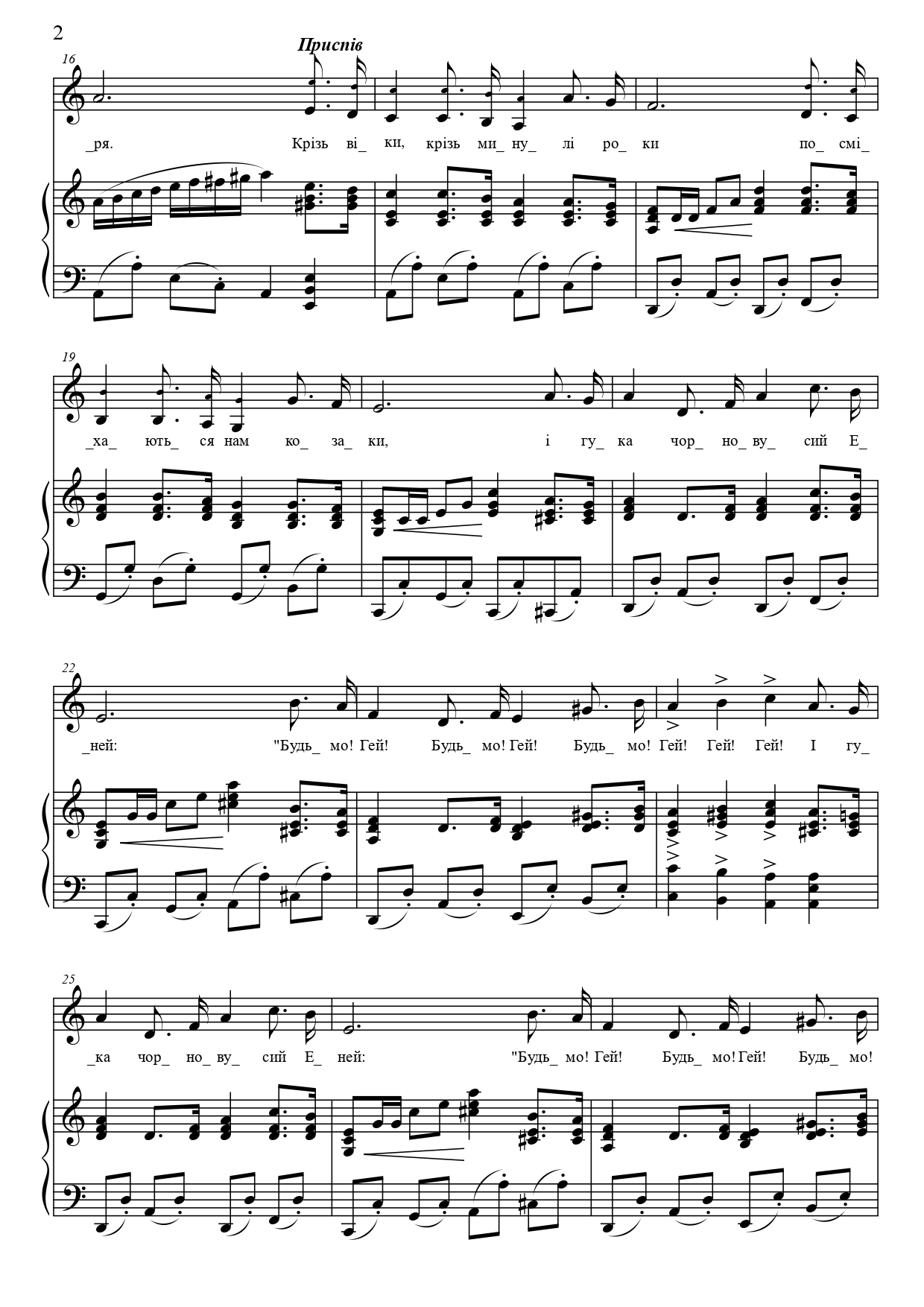
Сторінка 2
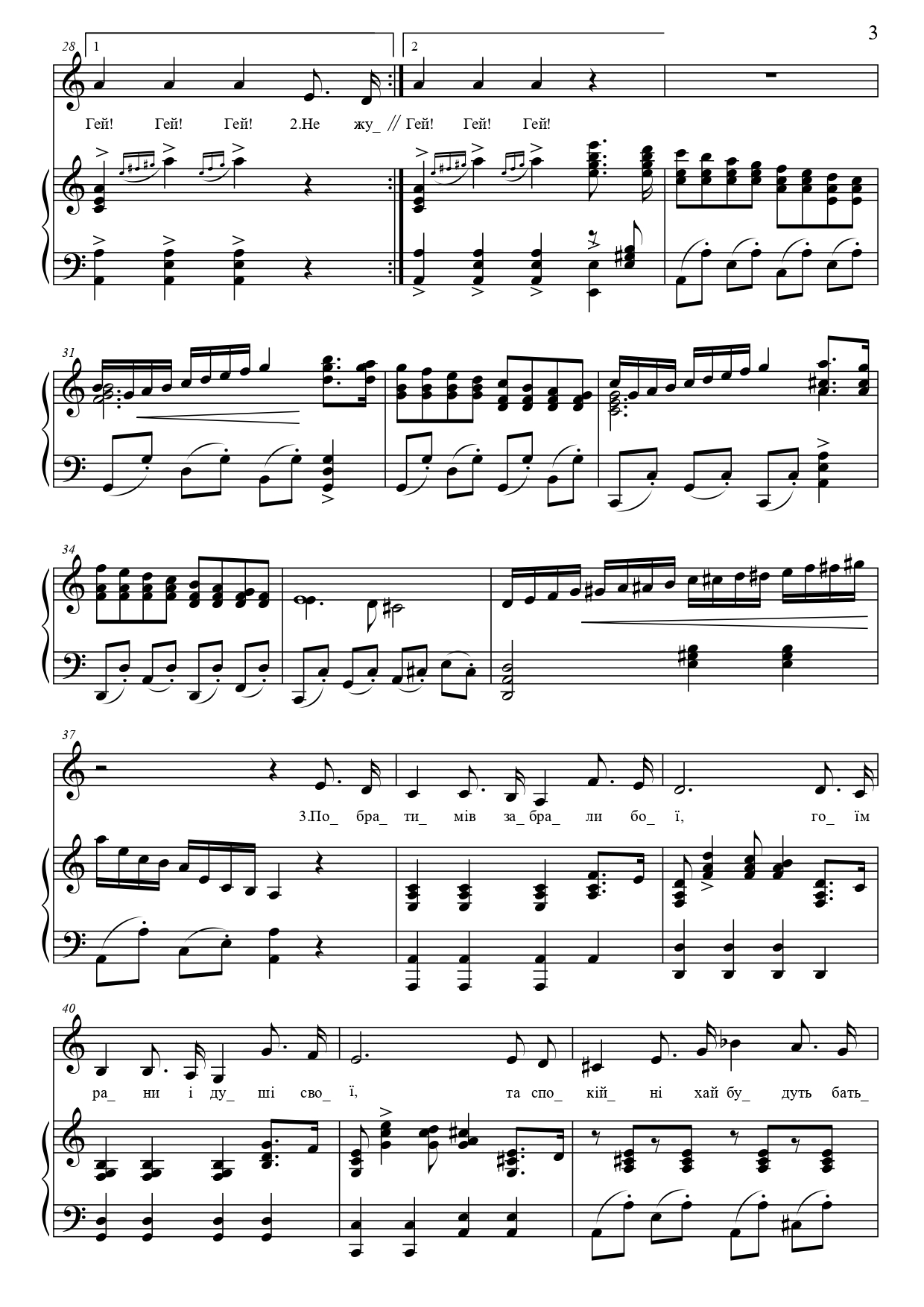
Сторінка 3
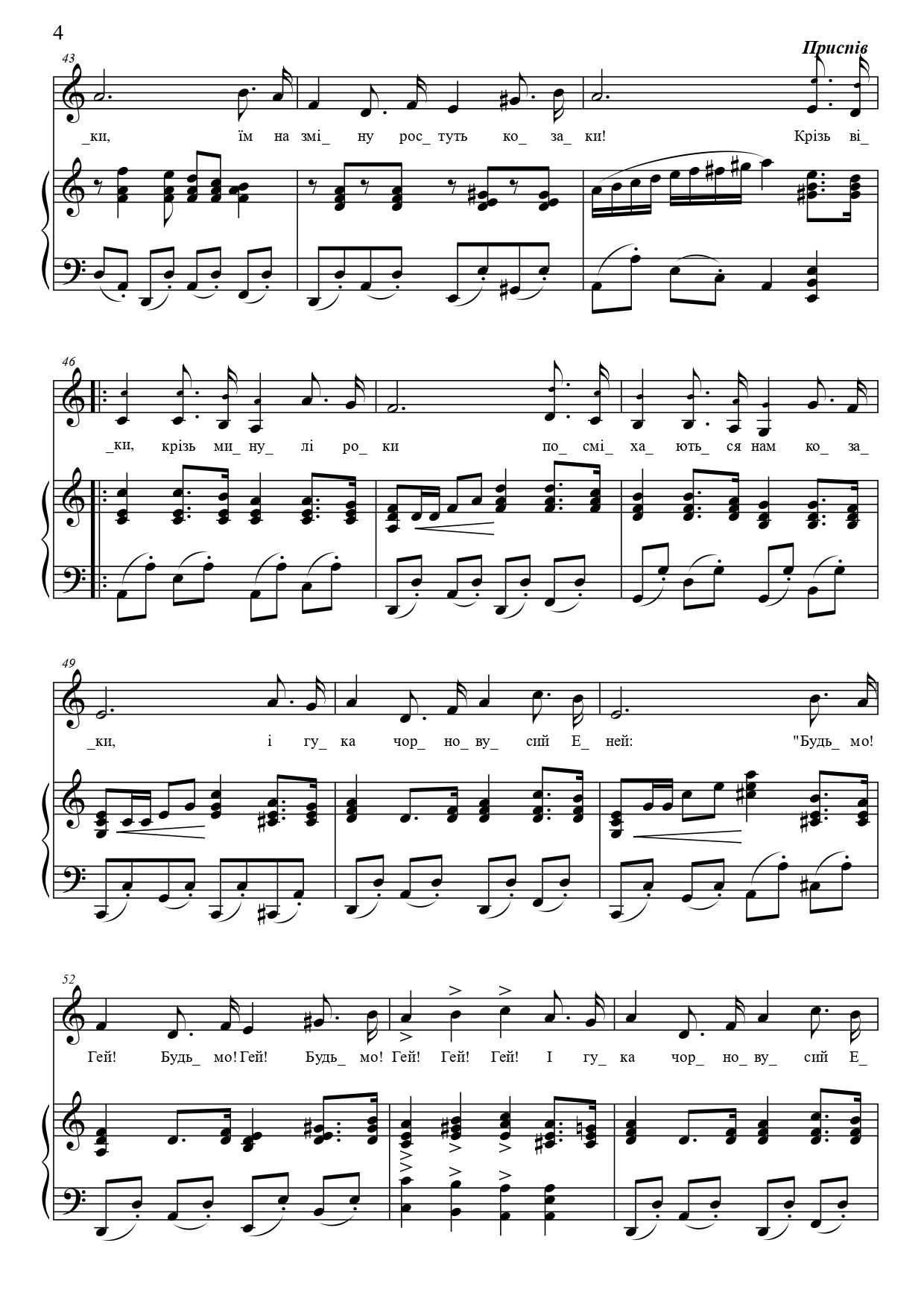
Сторінка 4
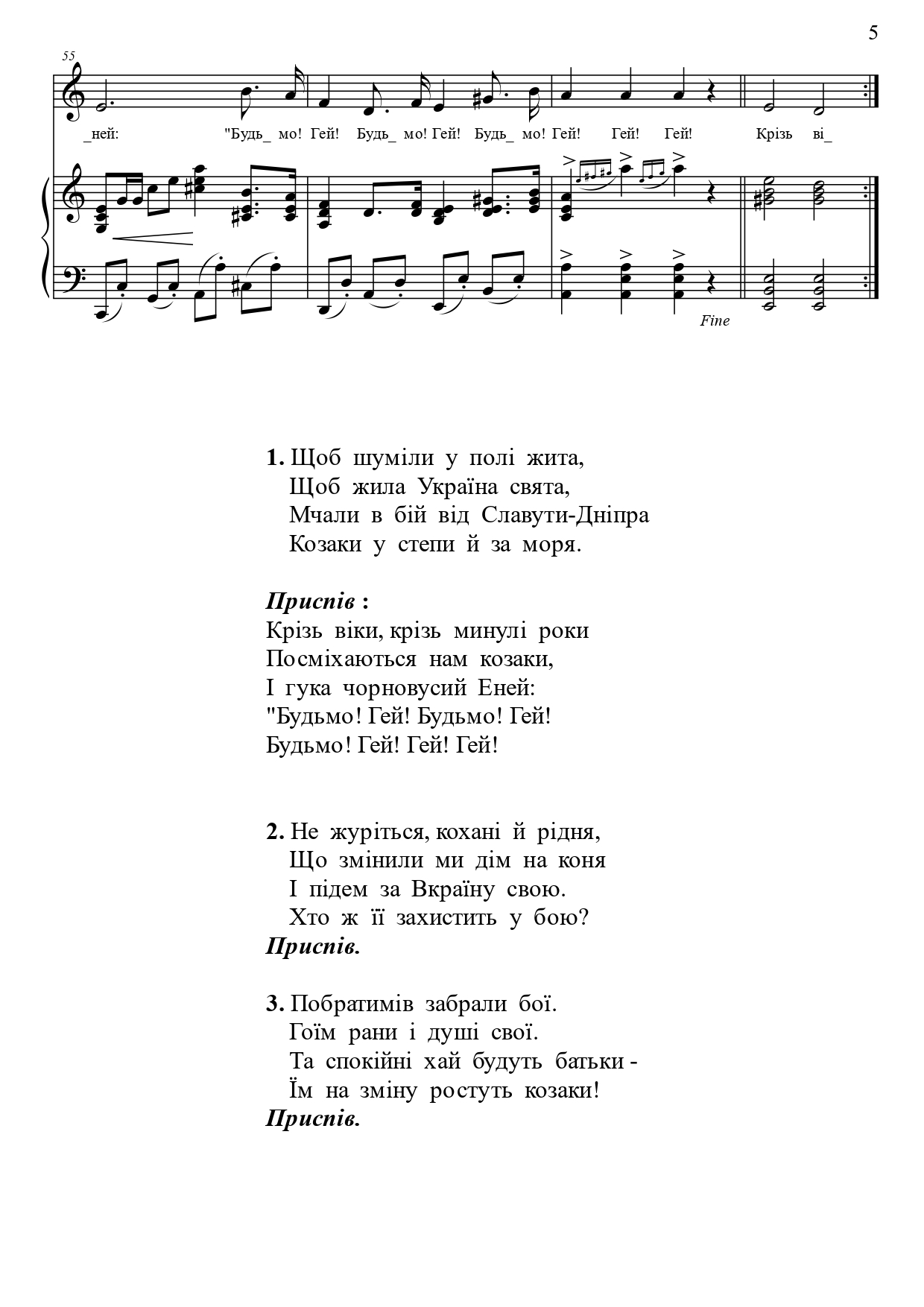
Сторінка 5

## Світлини

Юрій Павленко (фото різних років)
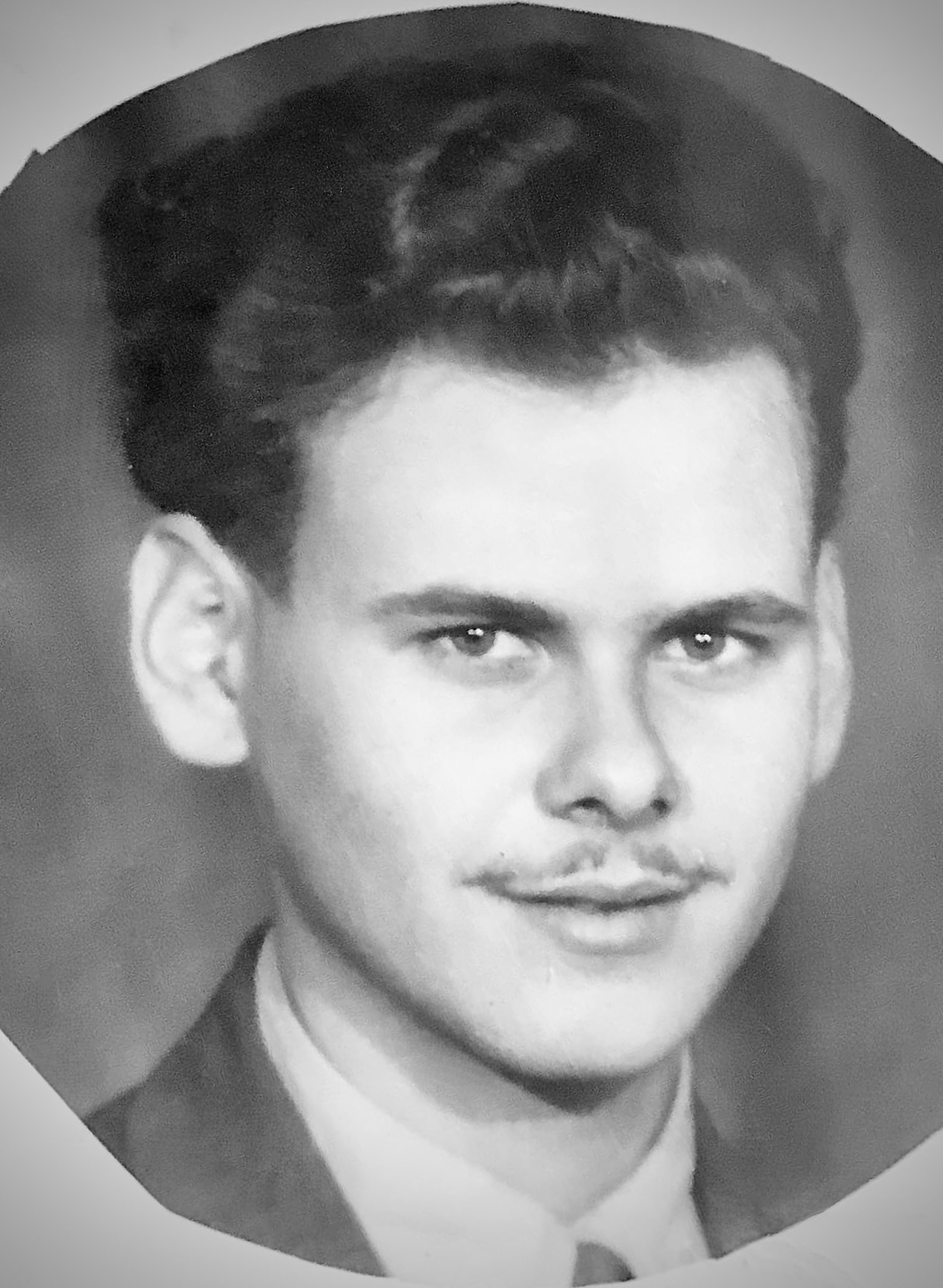
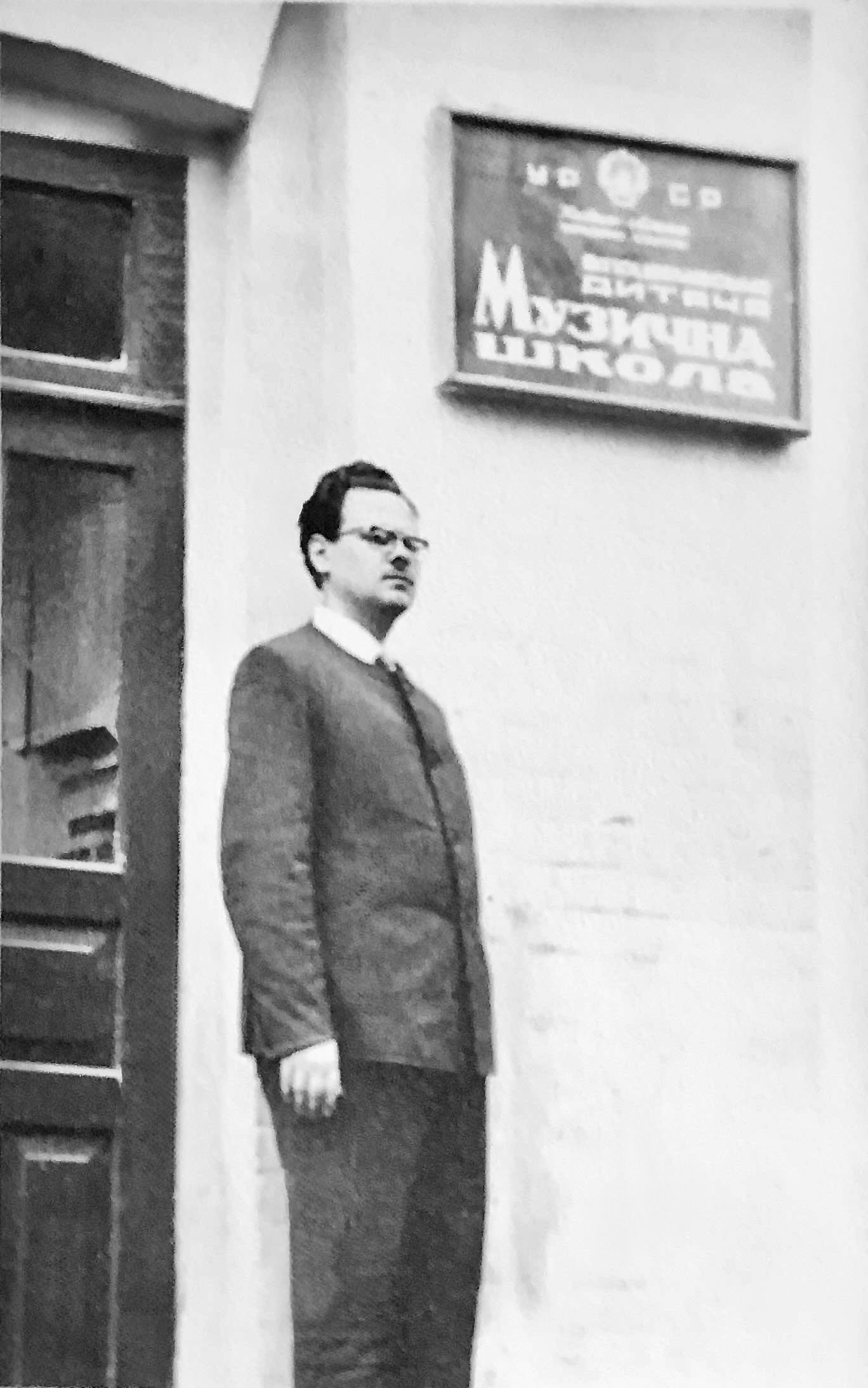
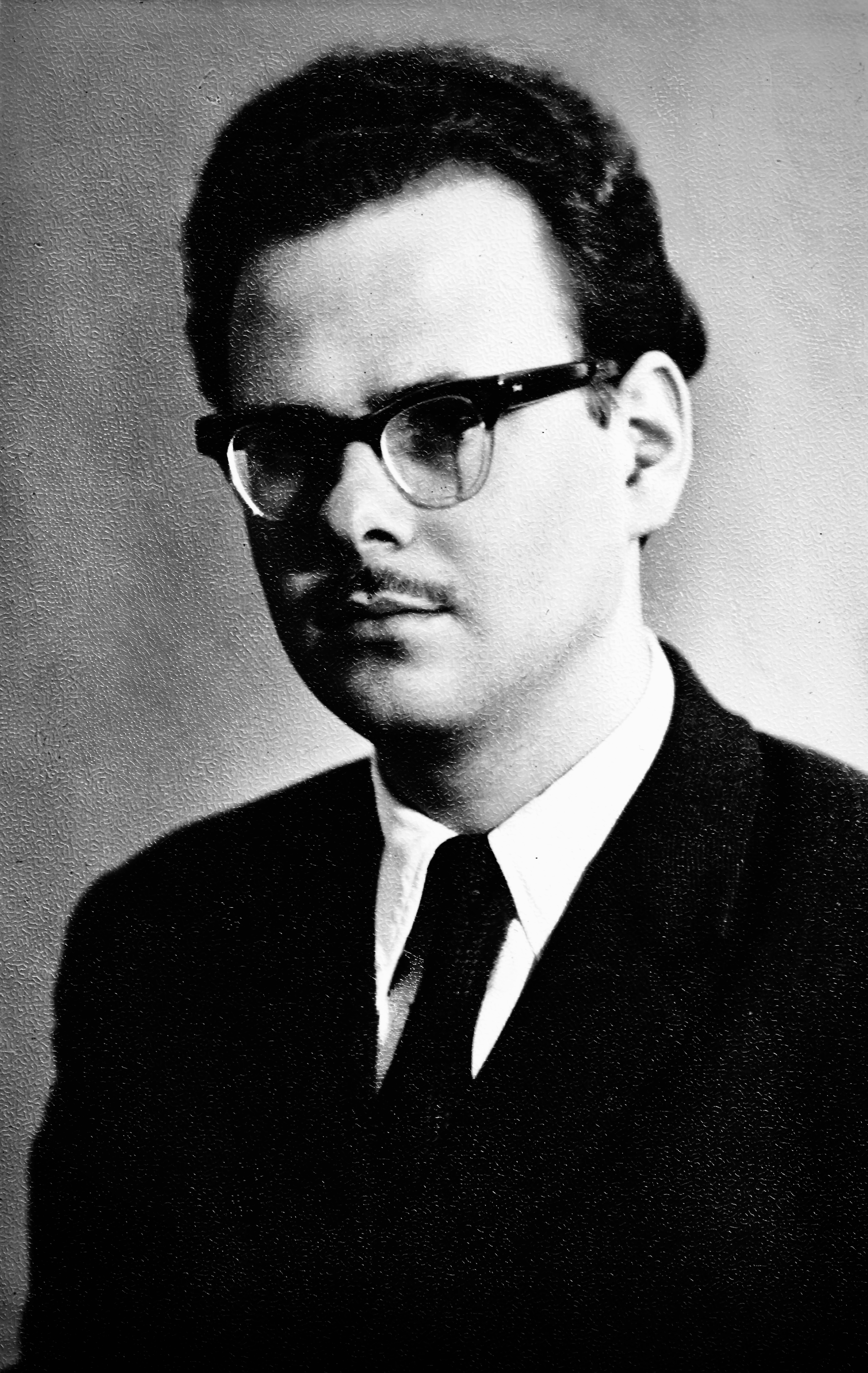
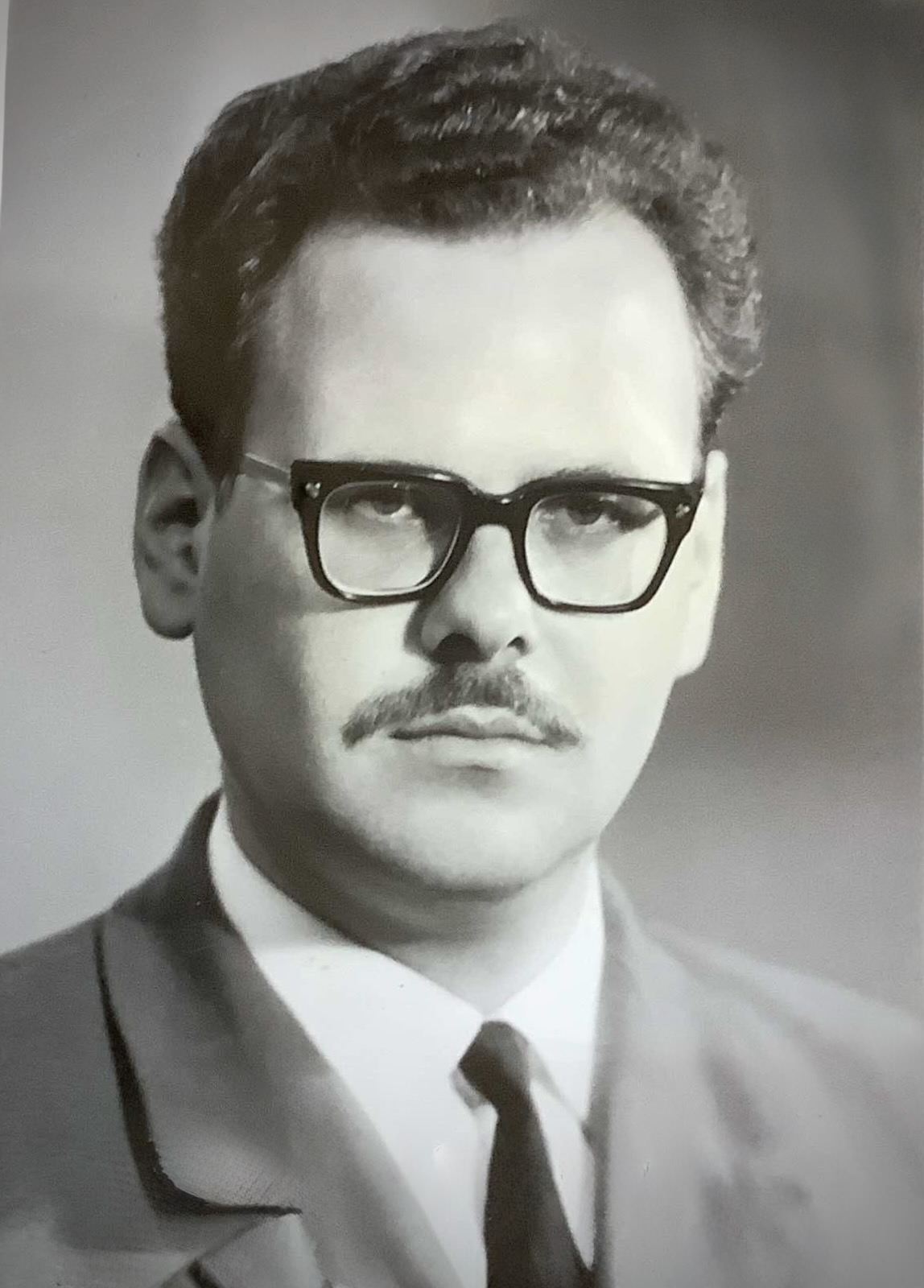
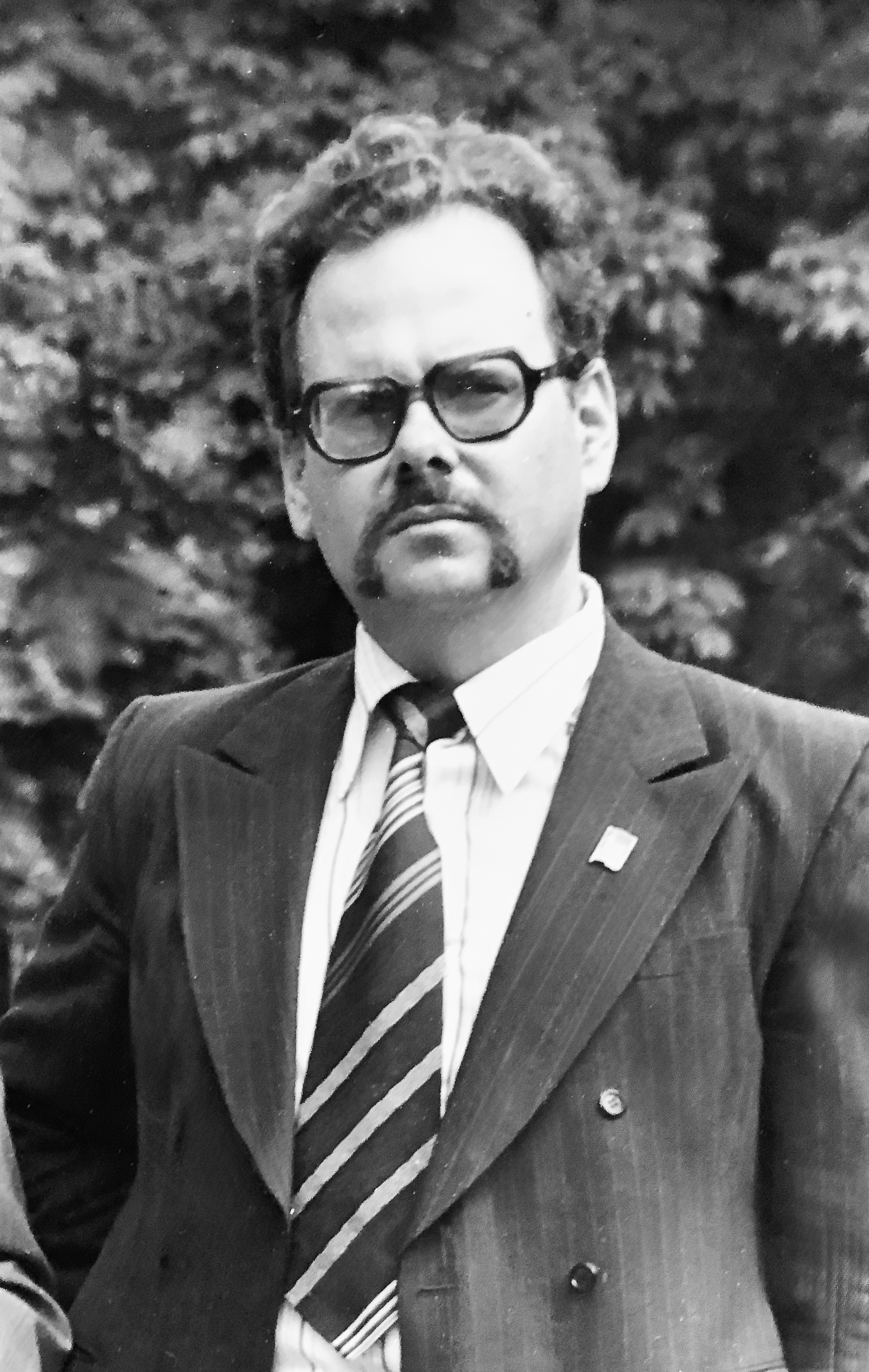
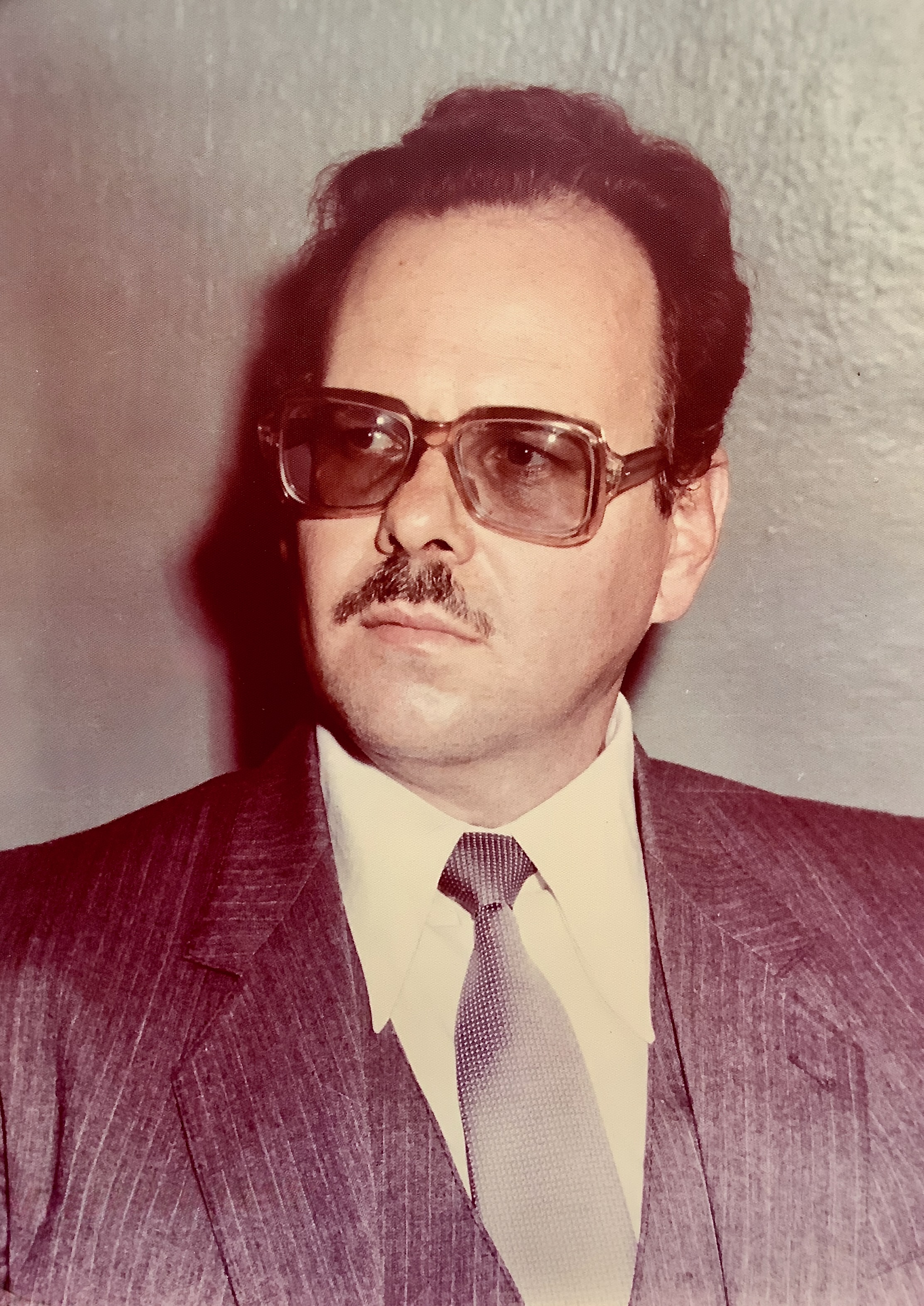
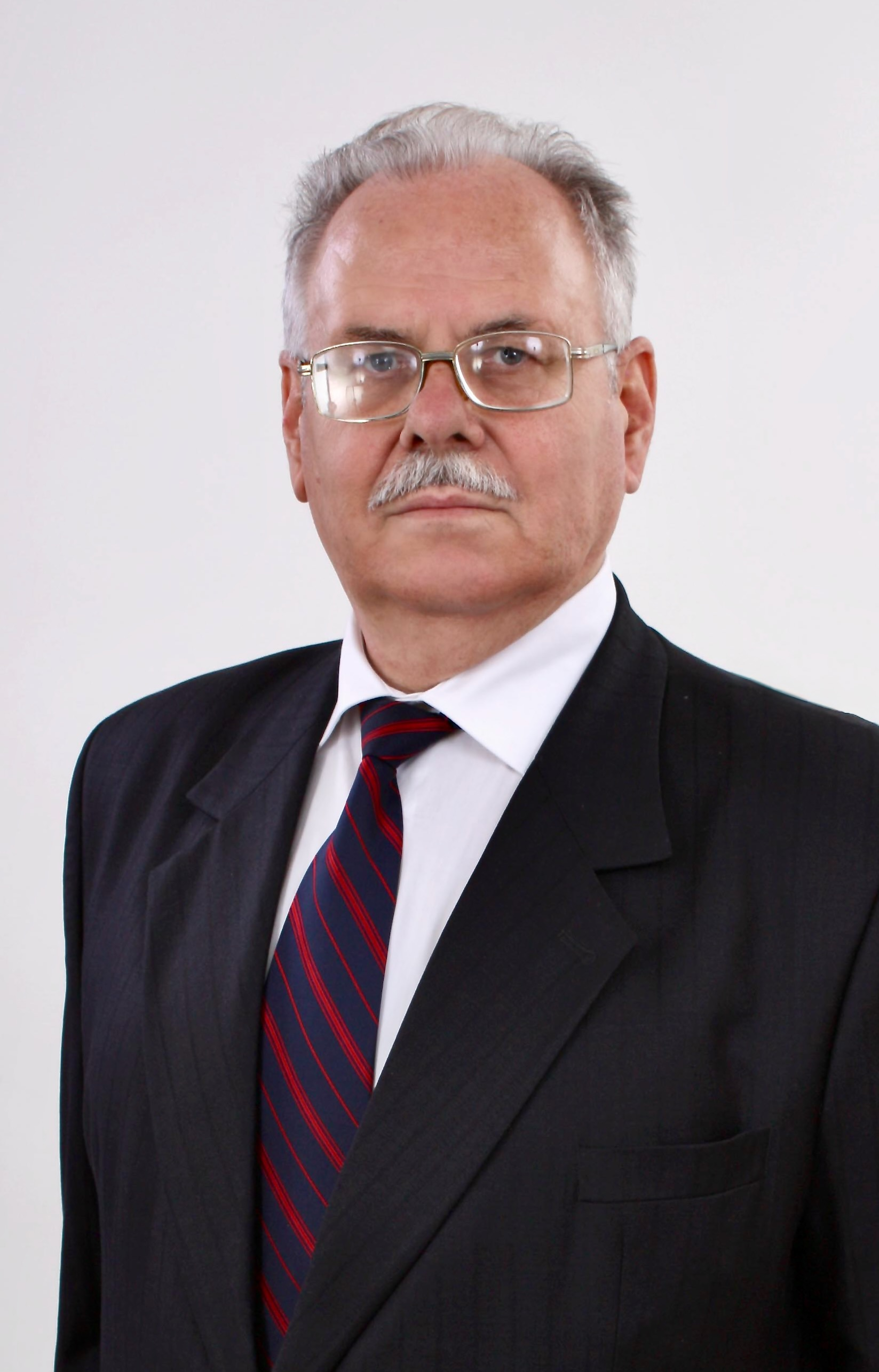

Юрій Павленко - композитор і виконавець
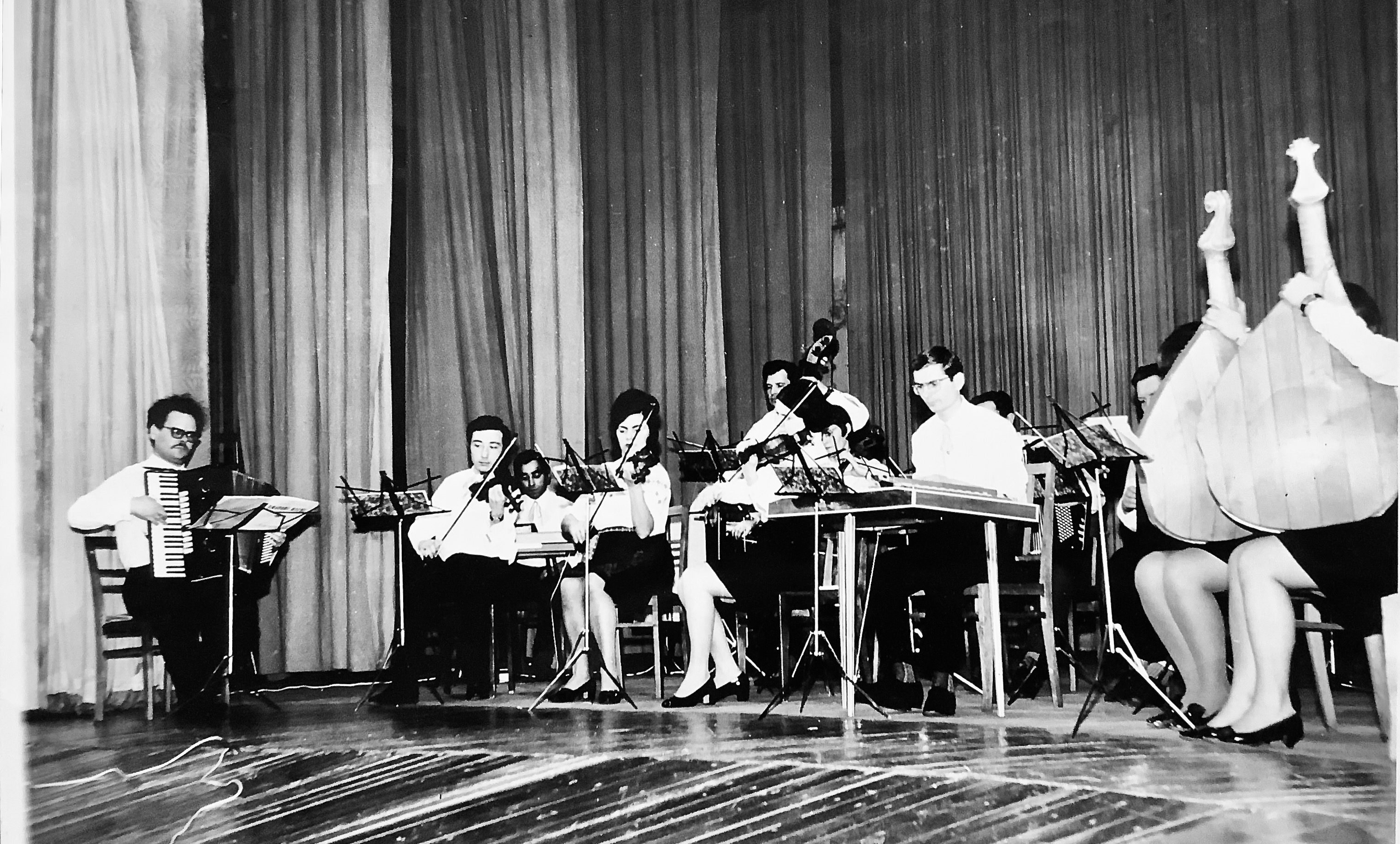
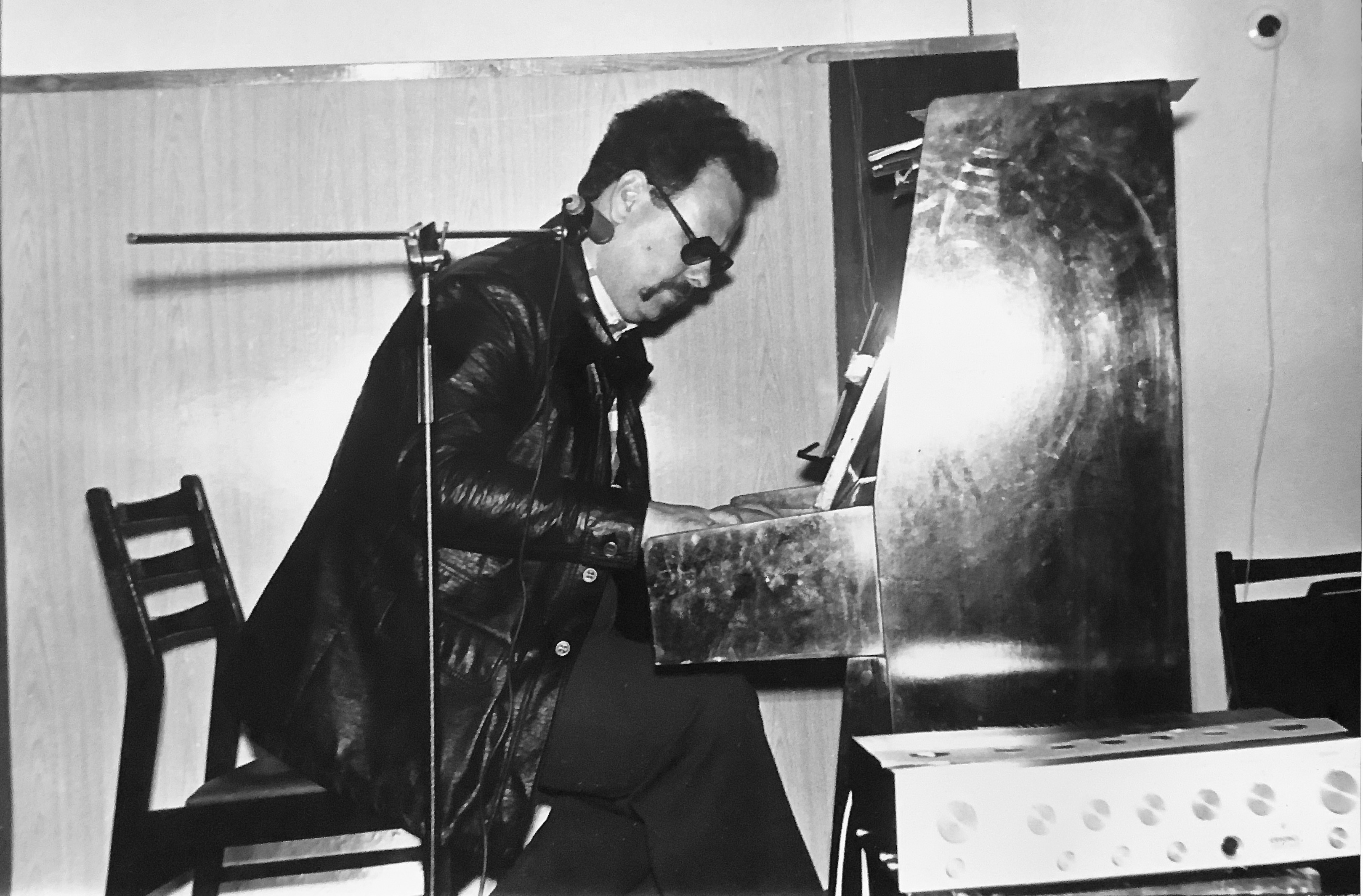
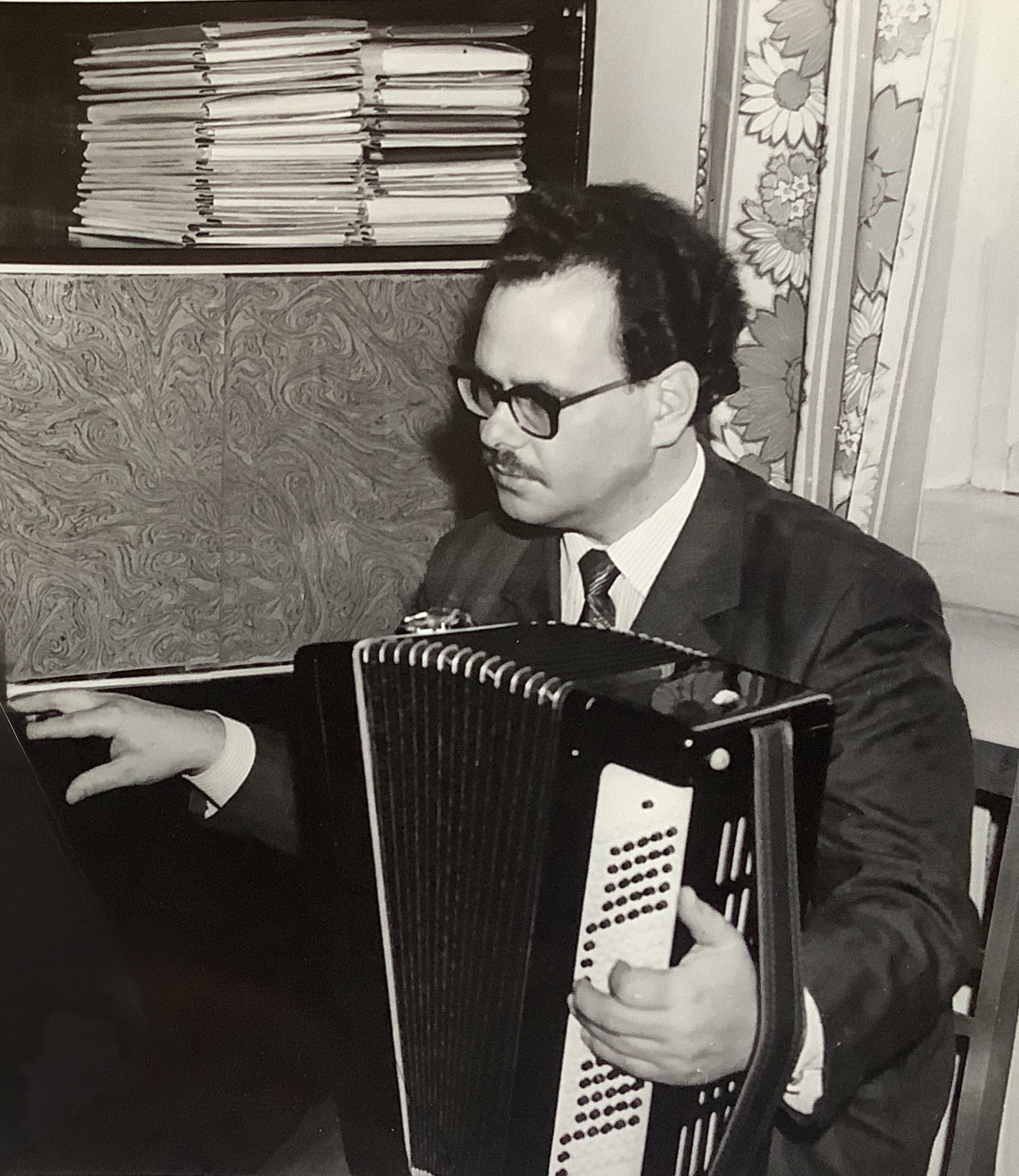
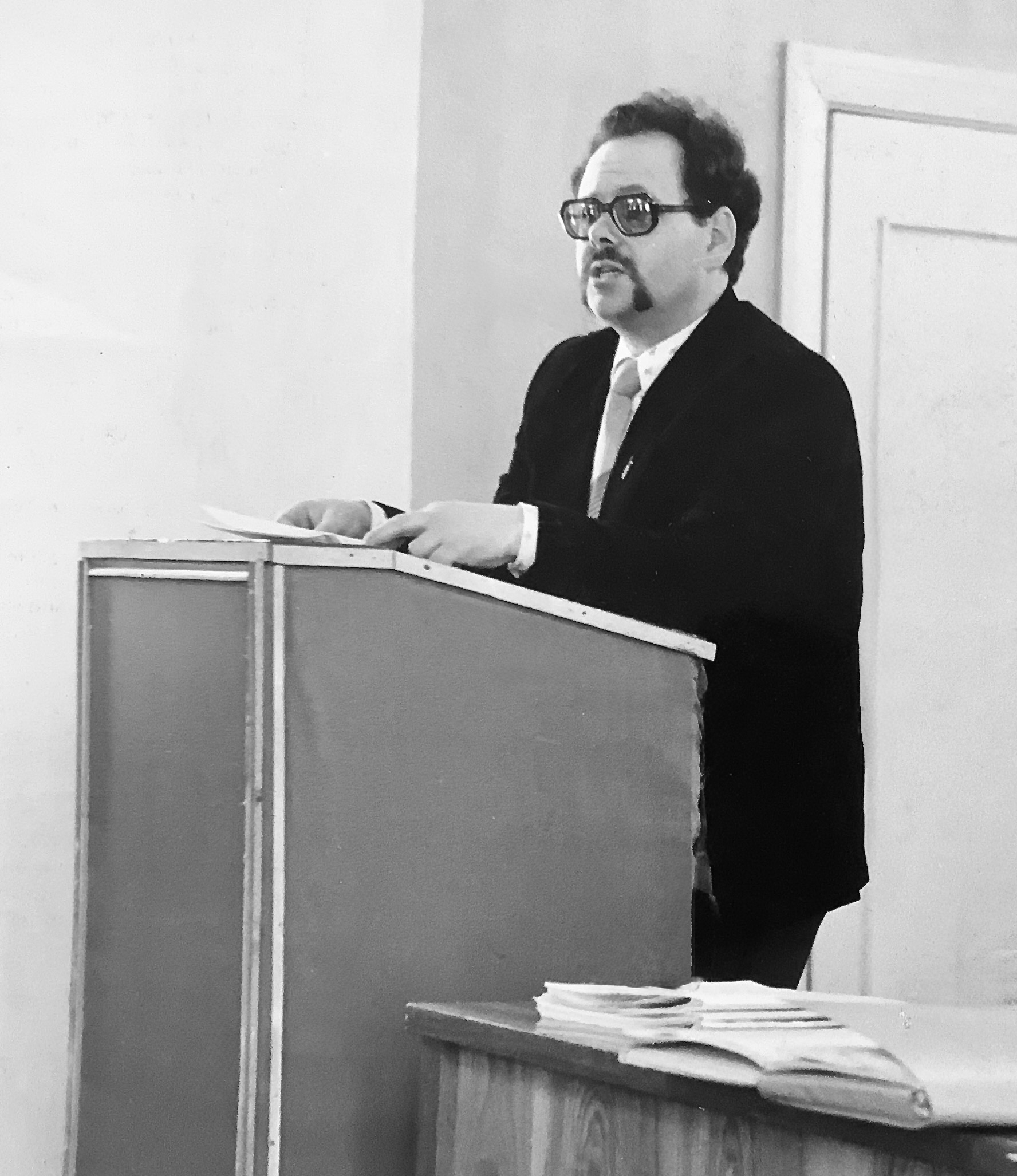
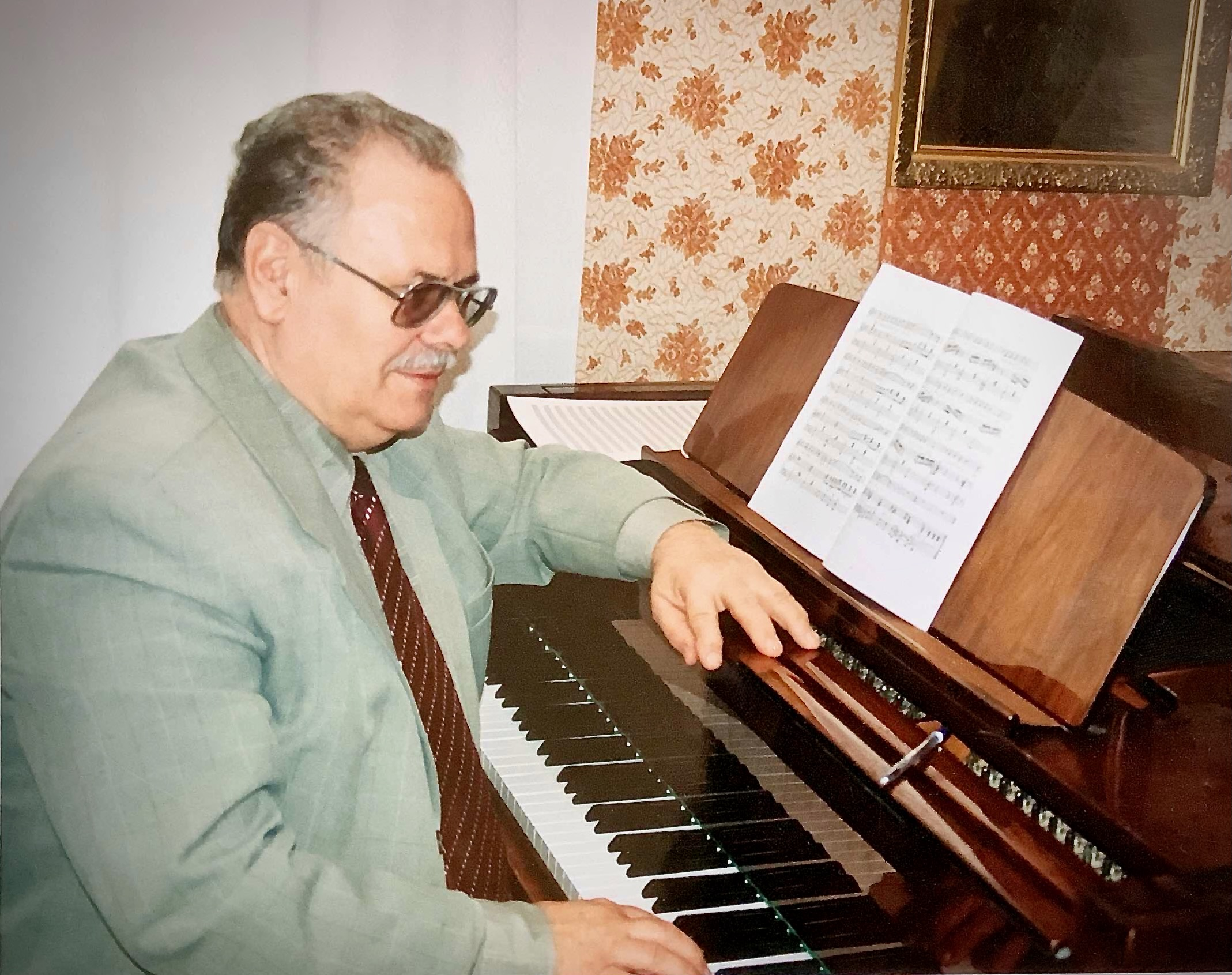
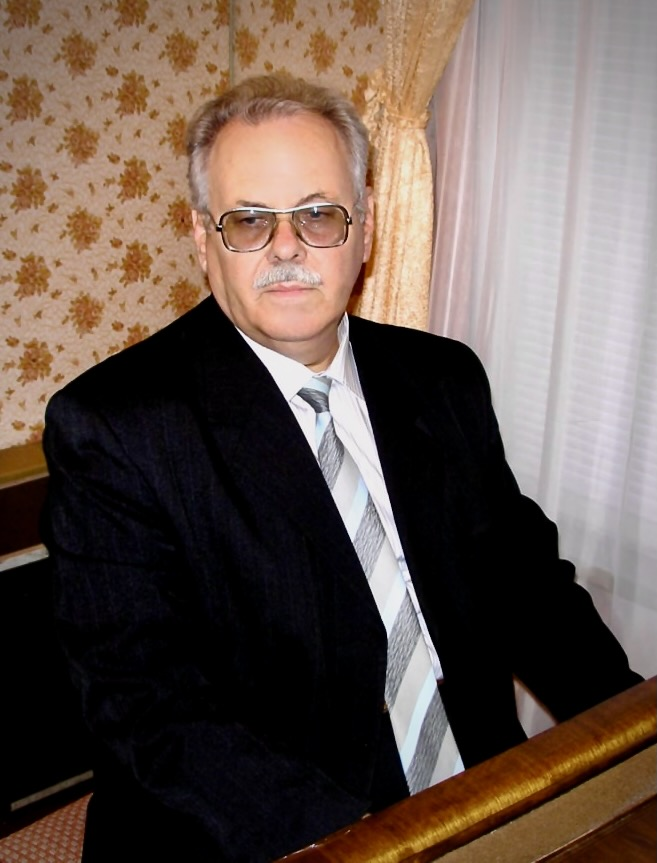
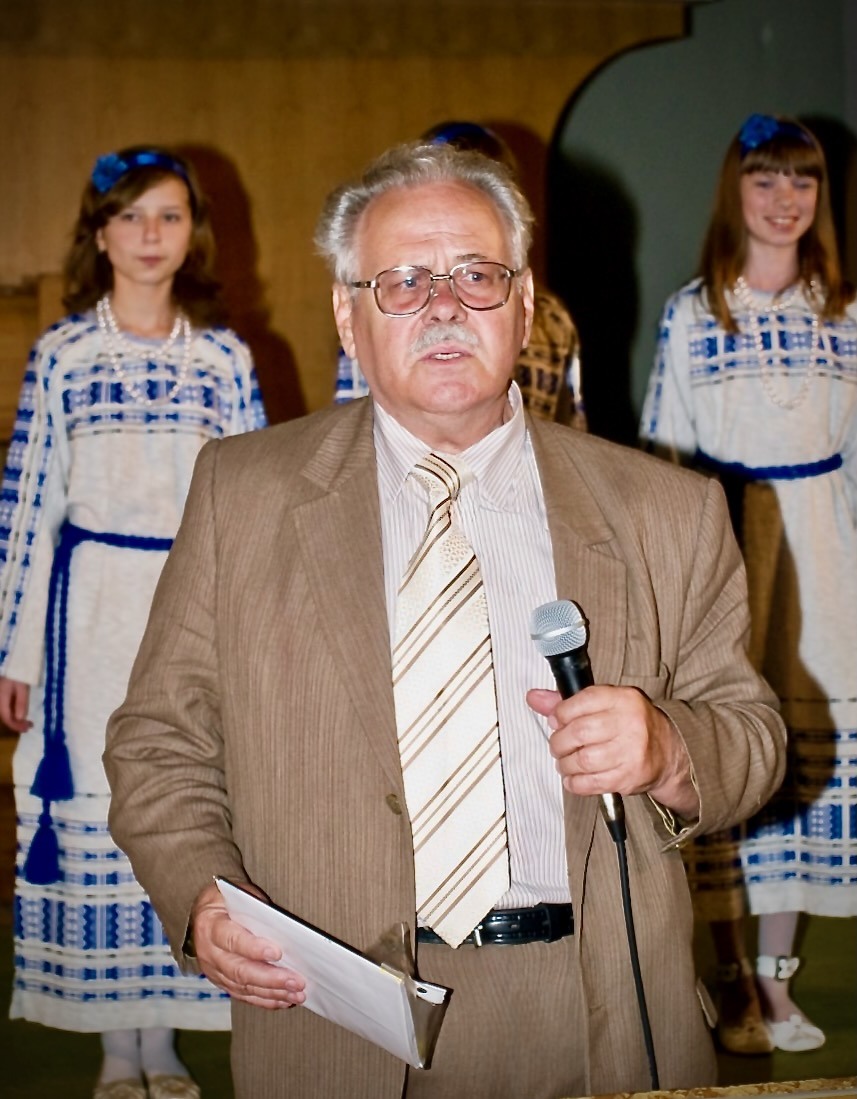
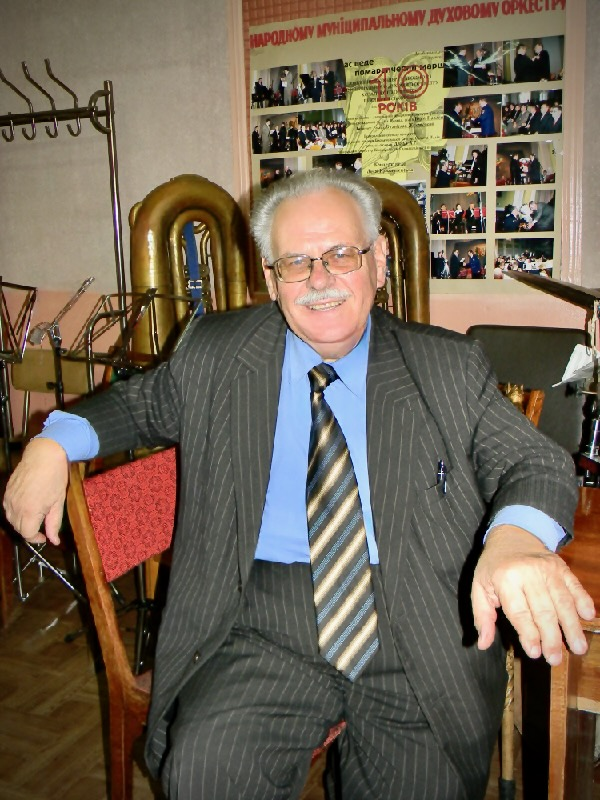
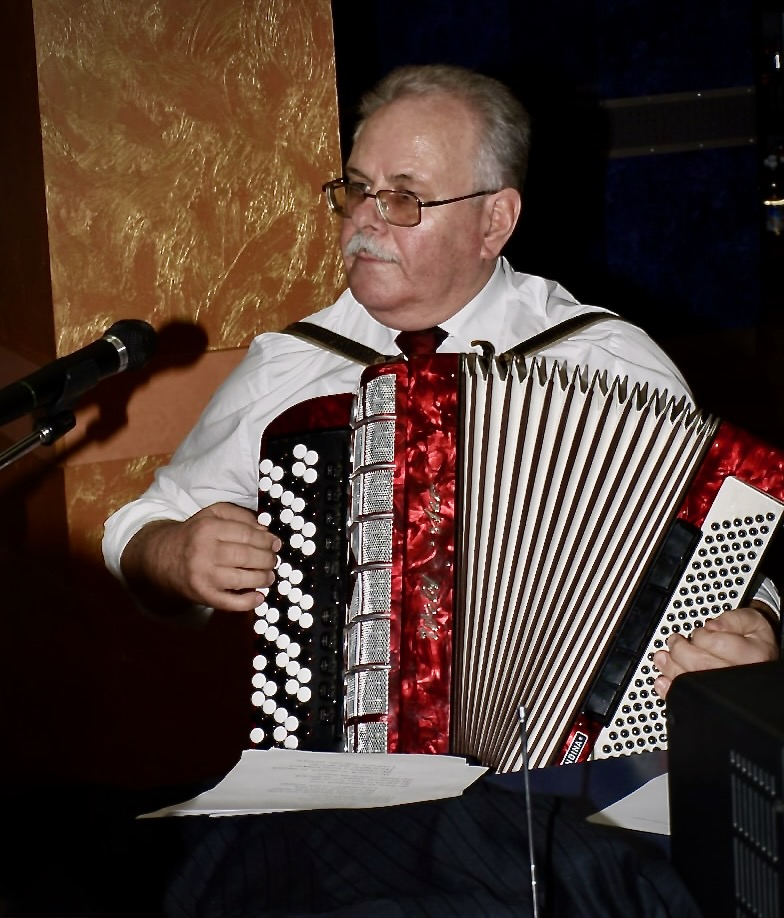

На заходах
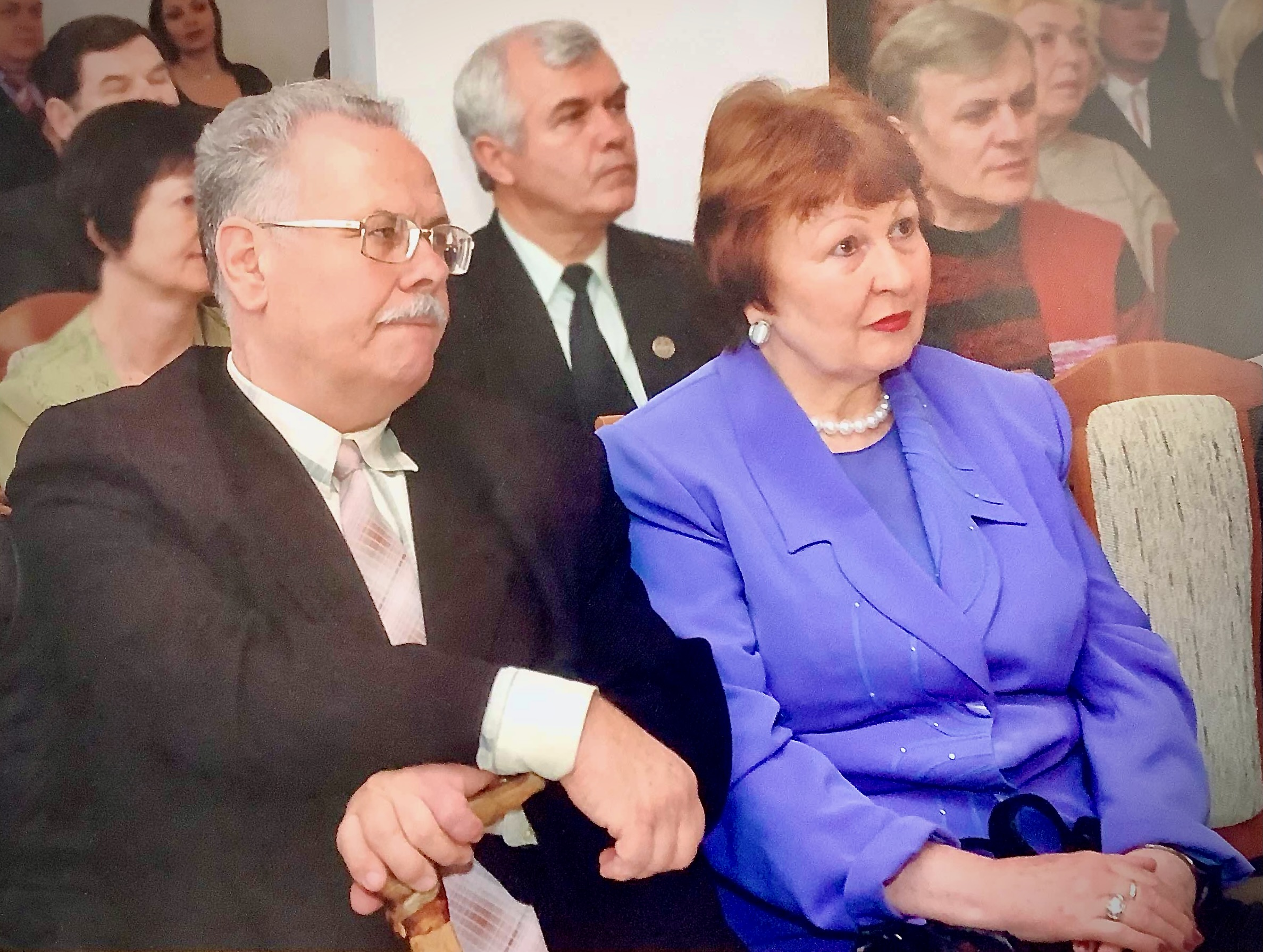
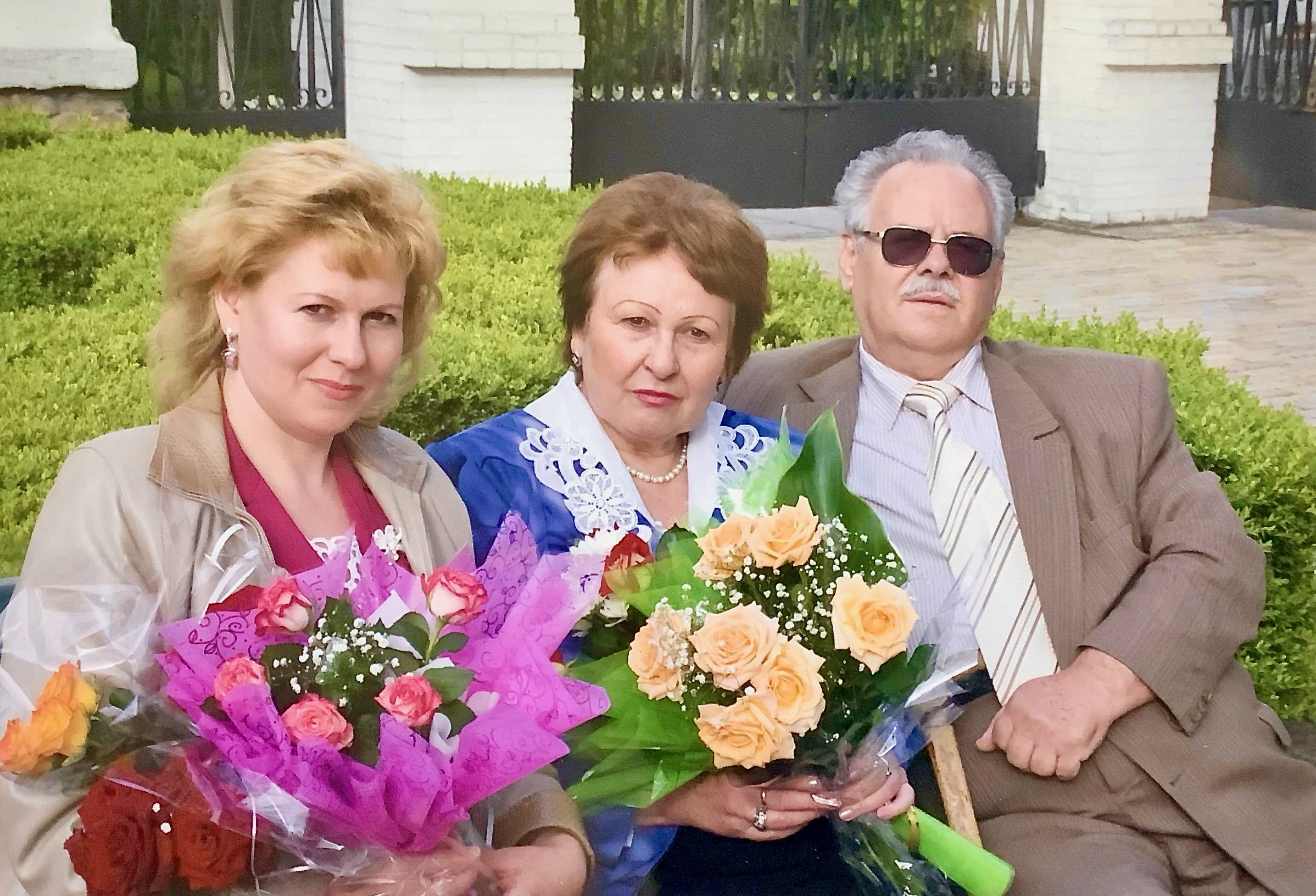
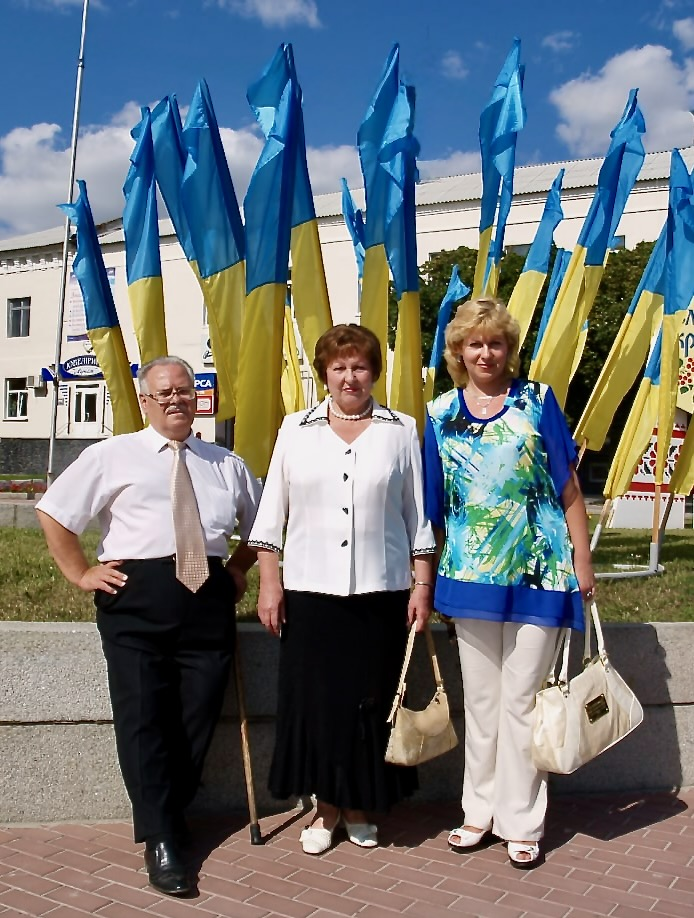
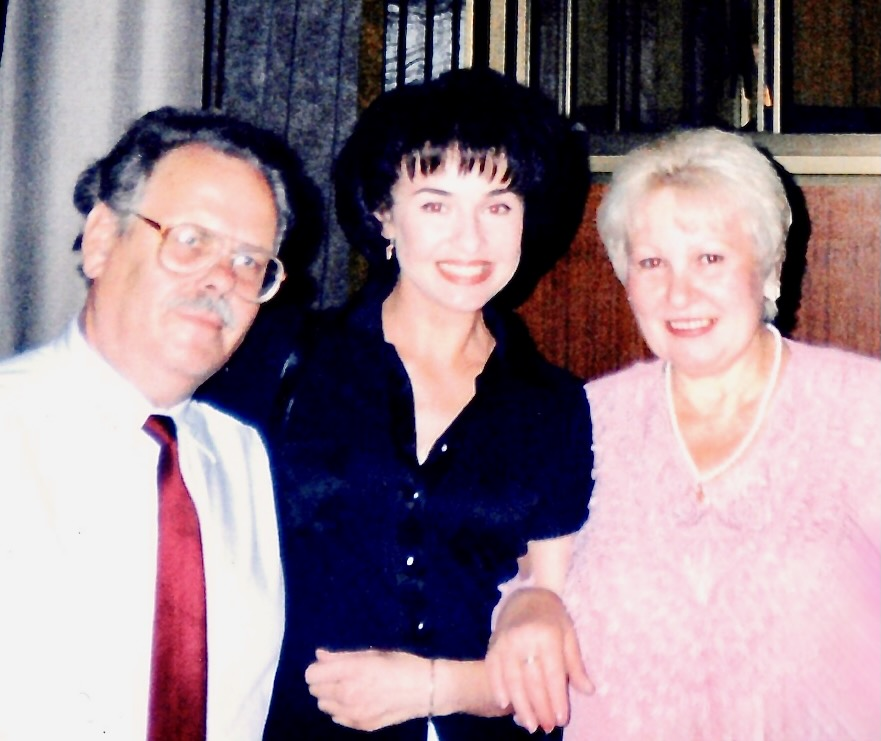
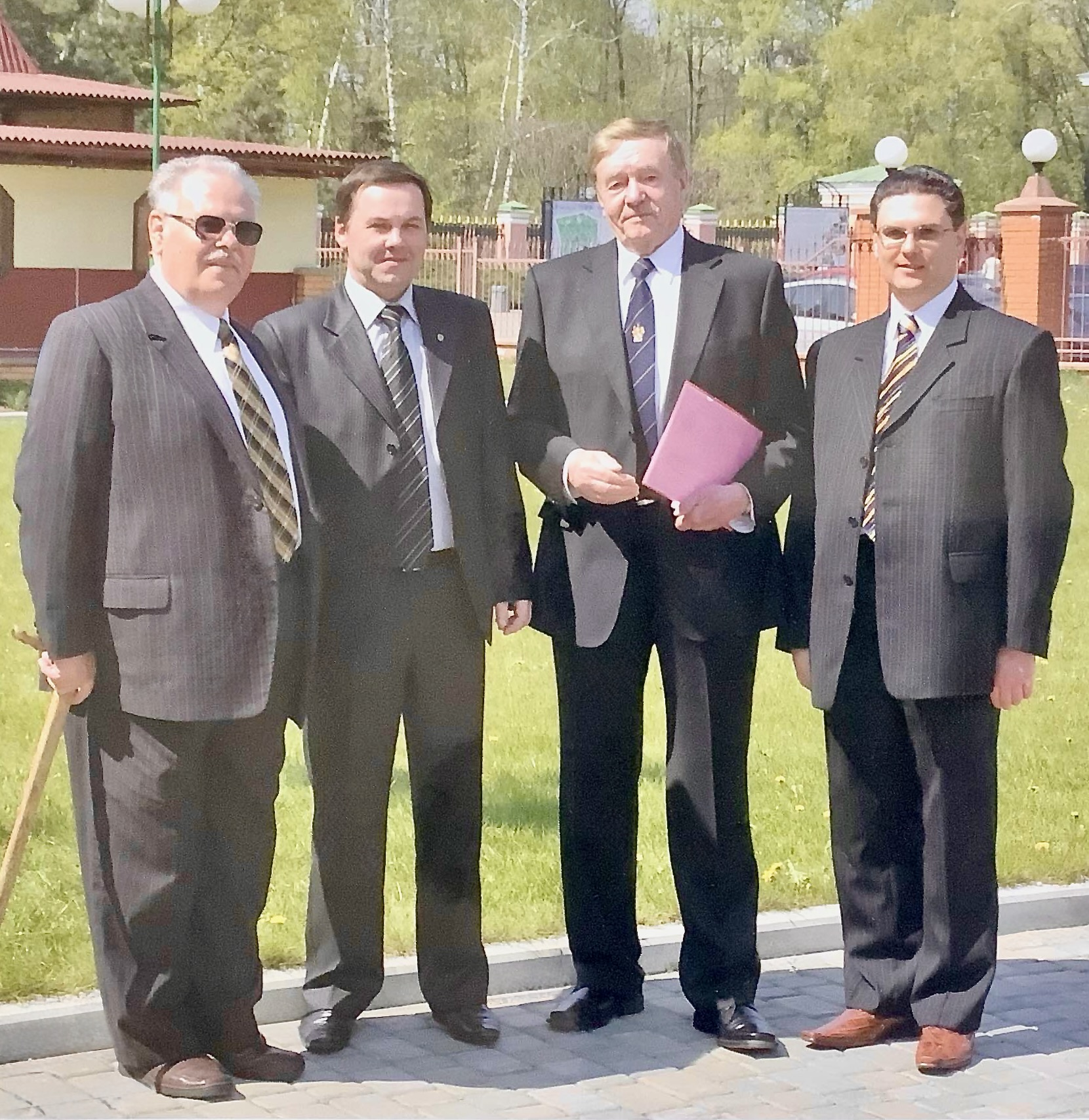
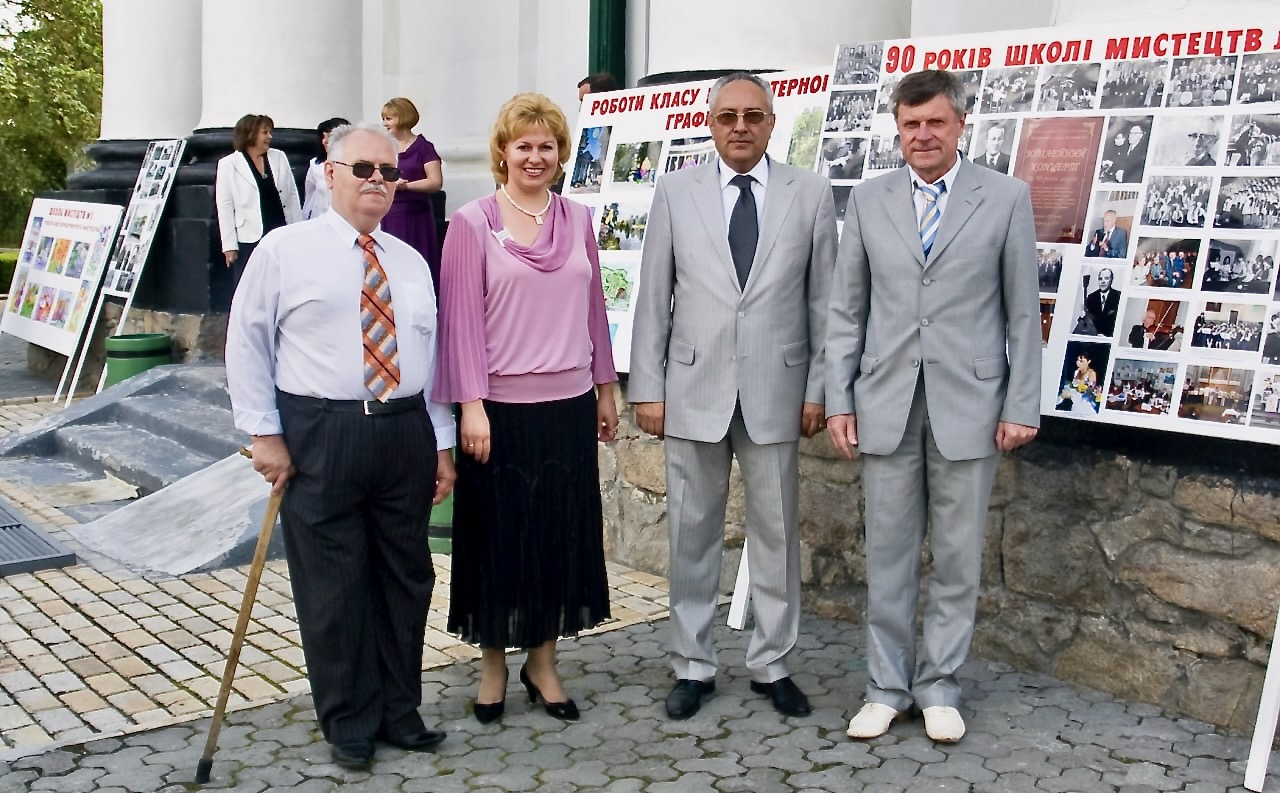
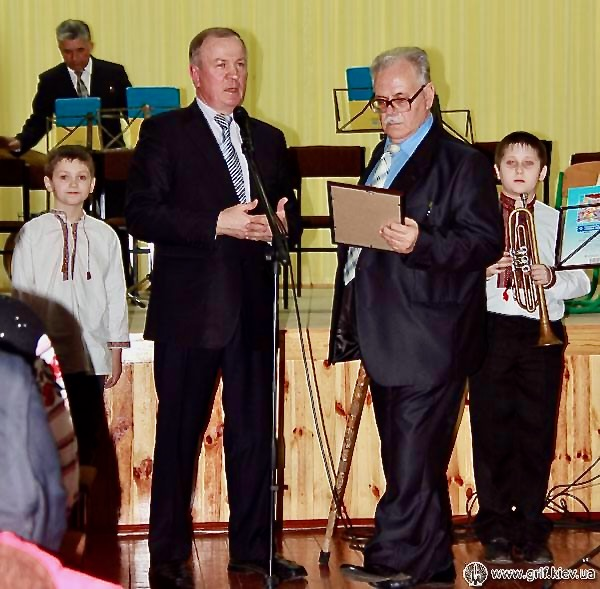
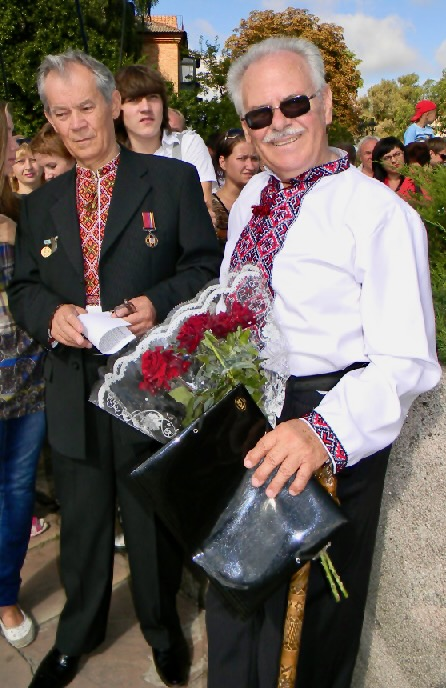

Колектив школи (фото різних років)
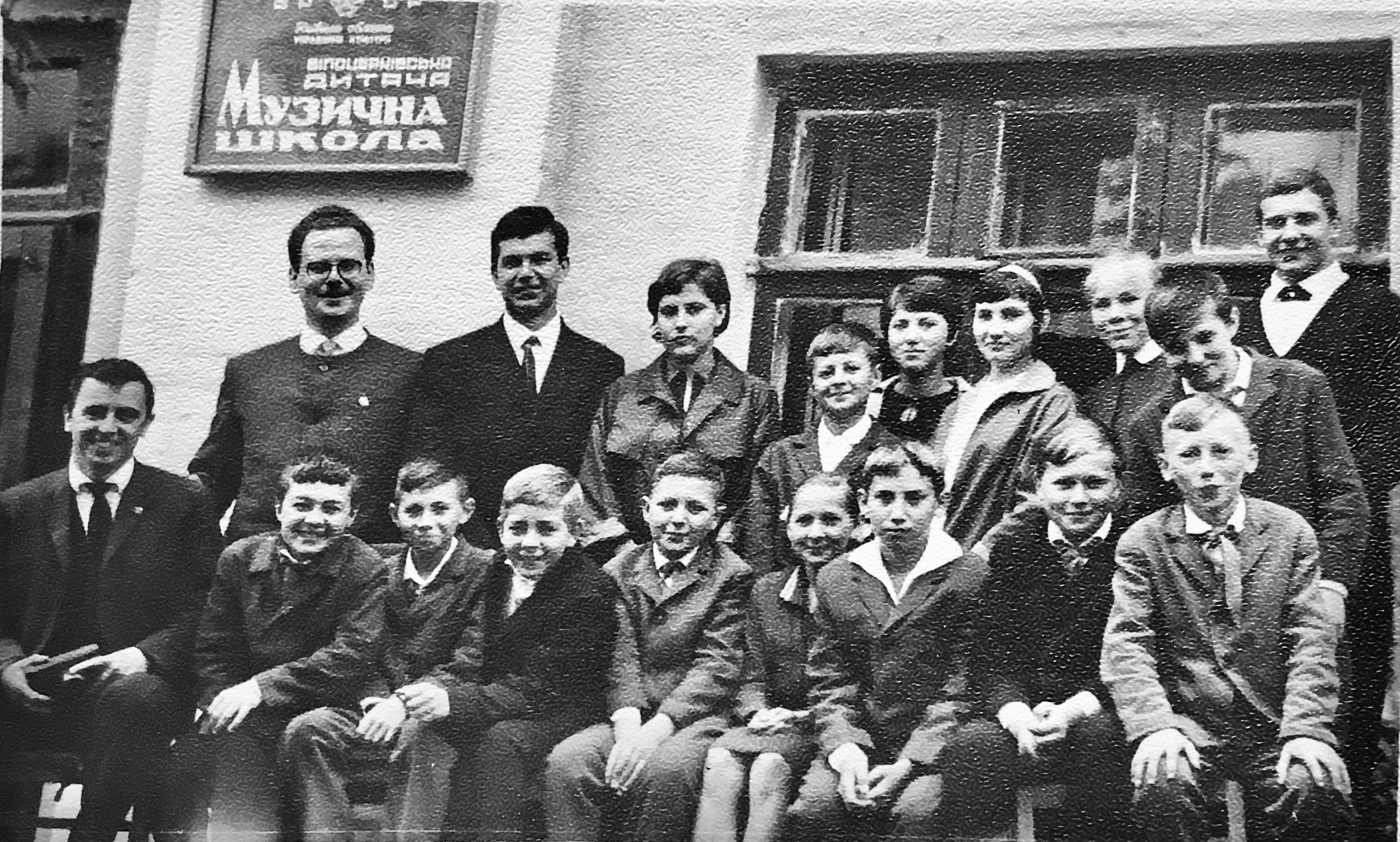
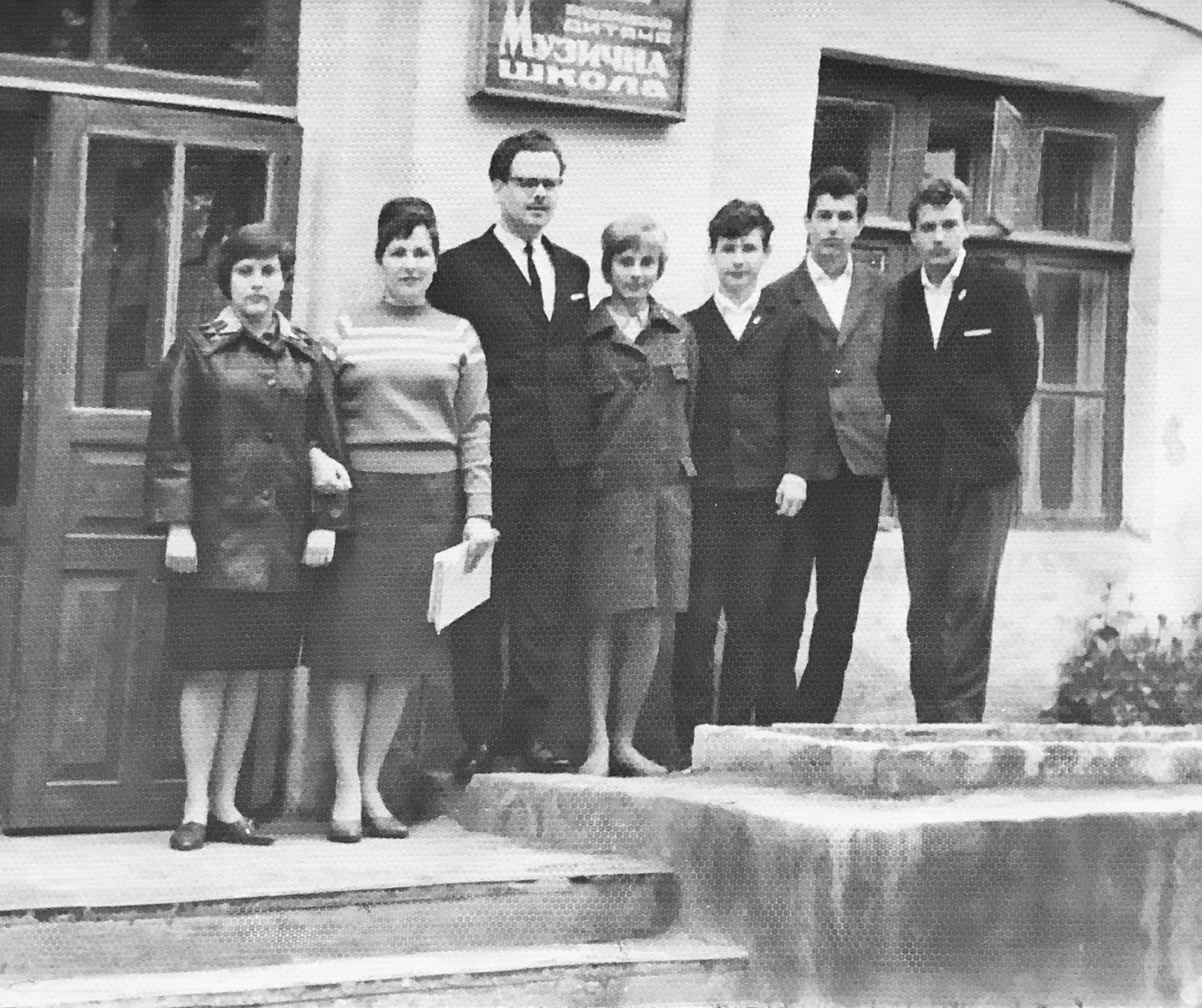
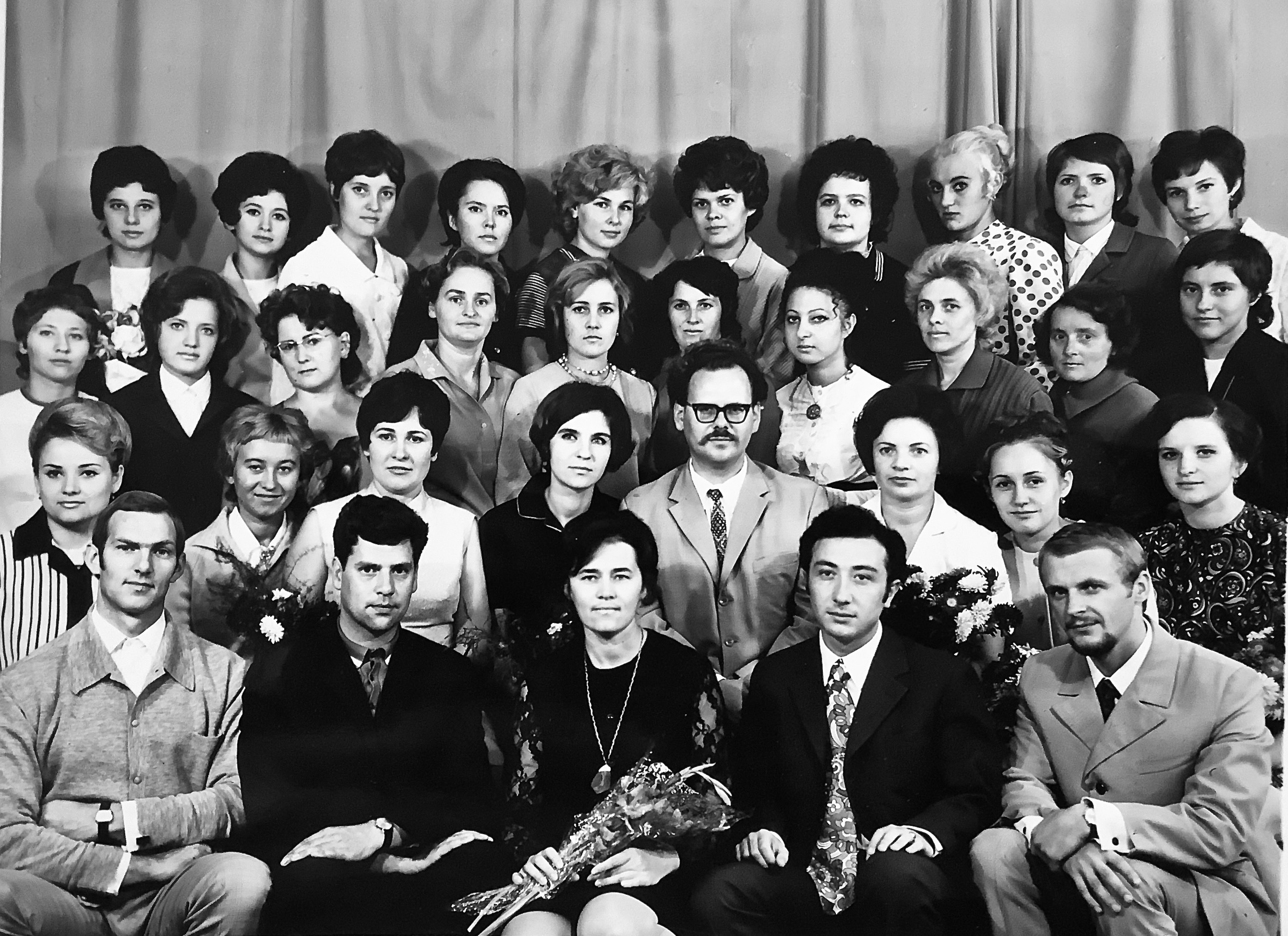
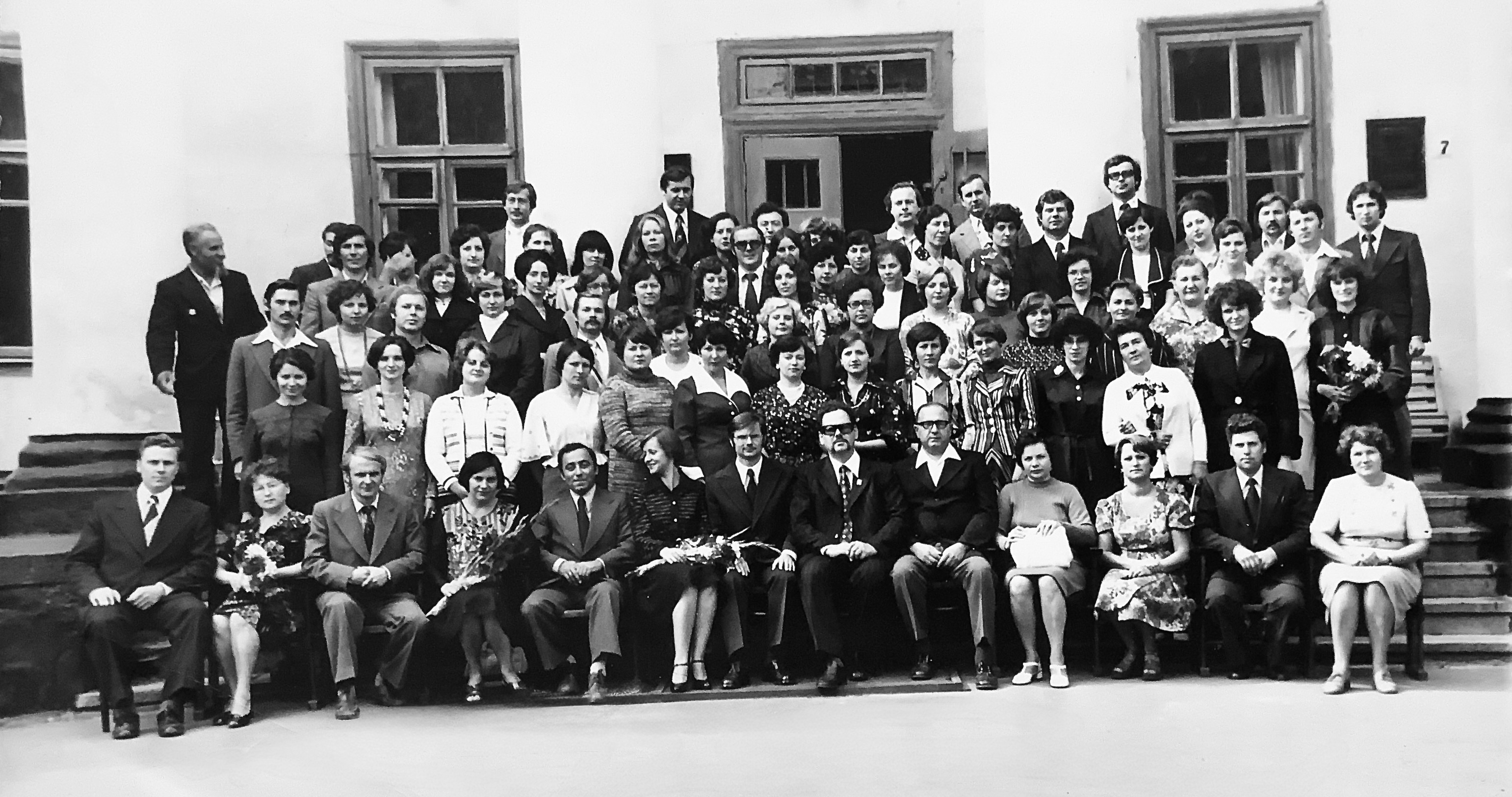
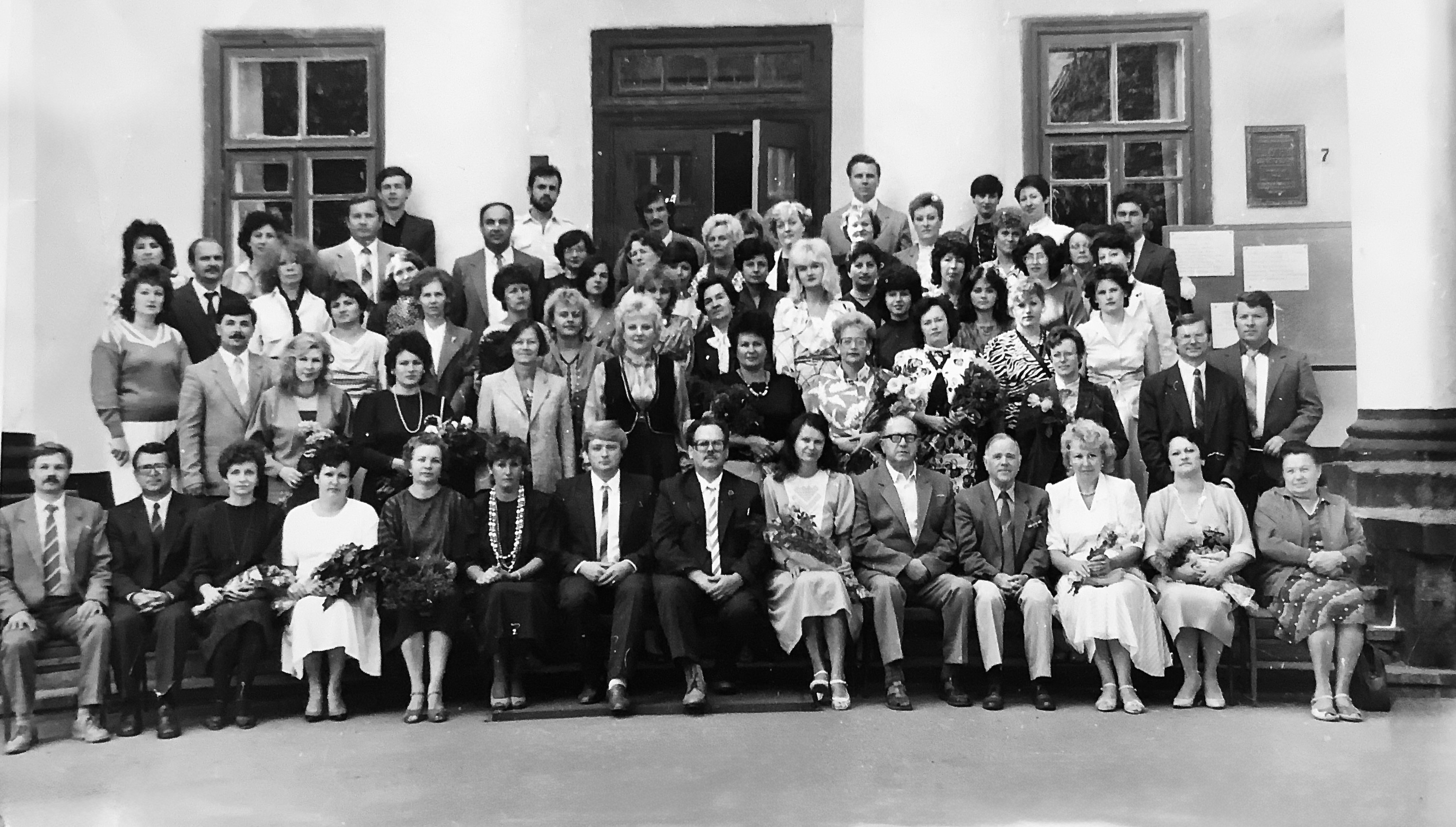
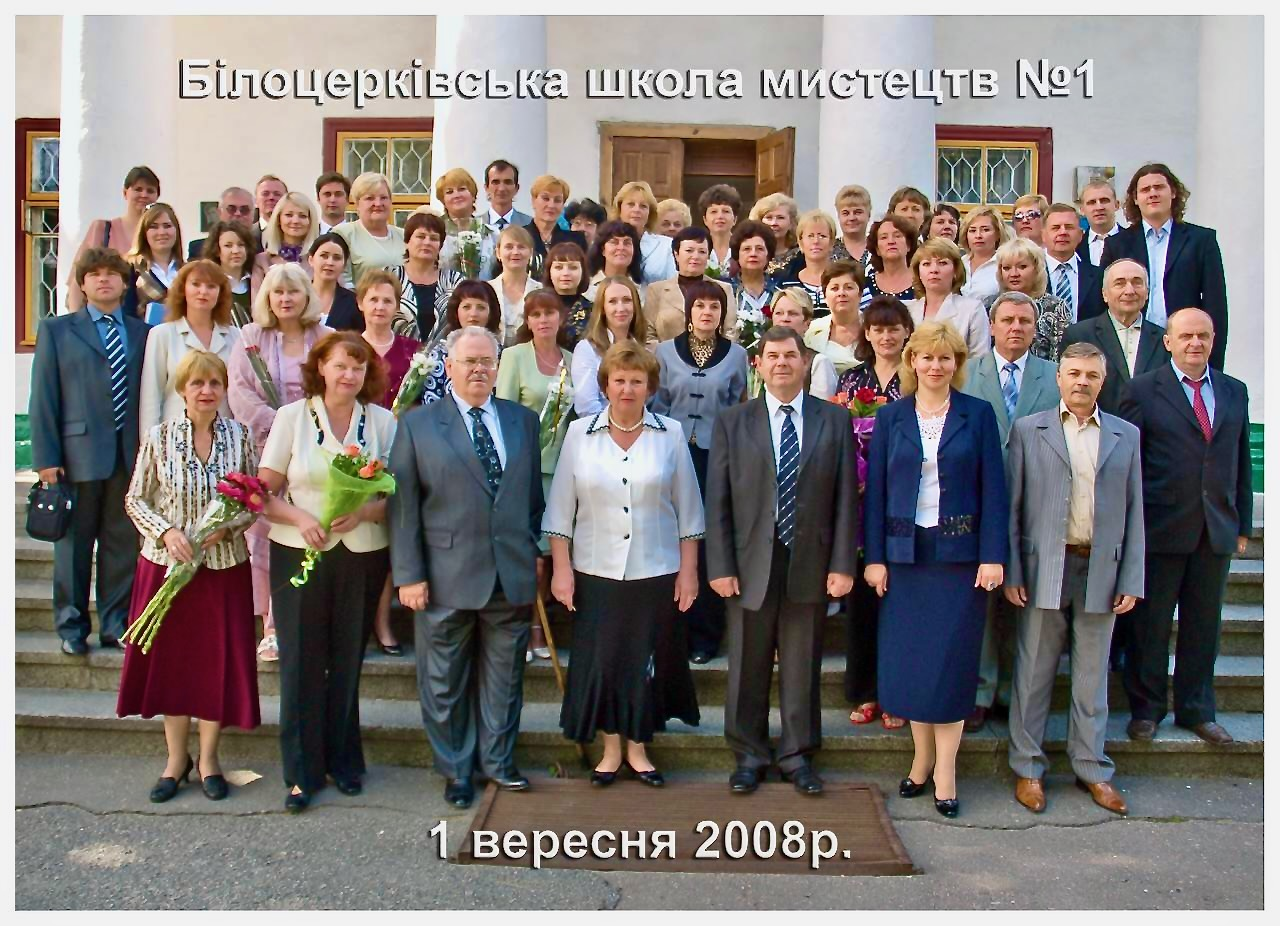

Естрадно-симфонічний оркестр
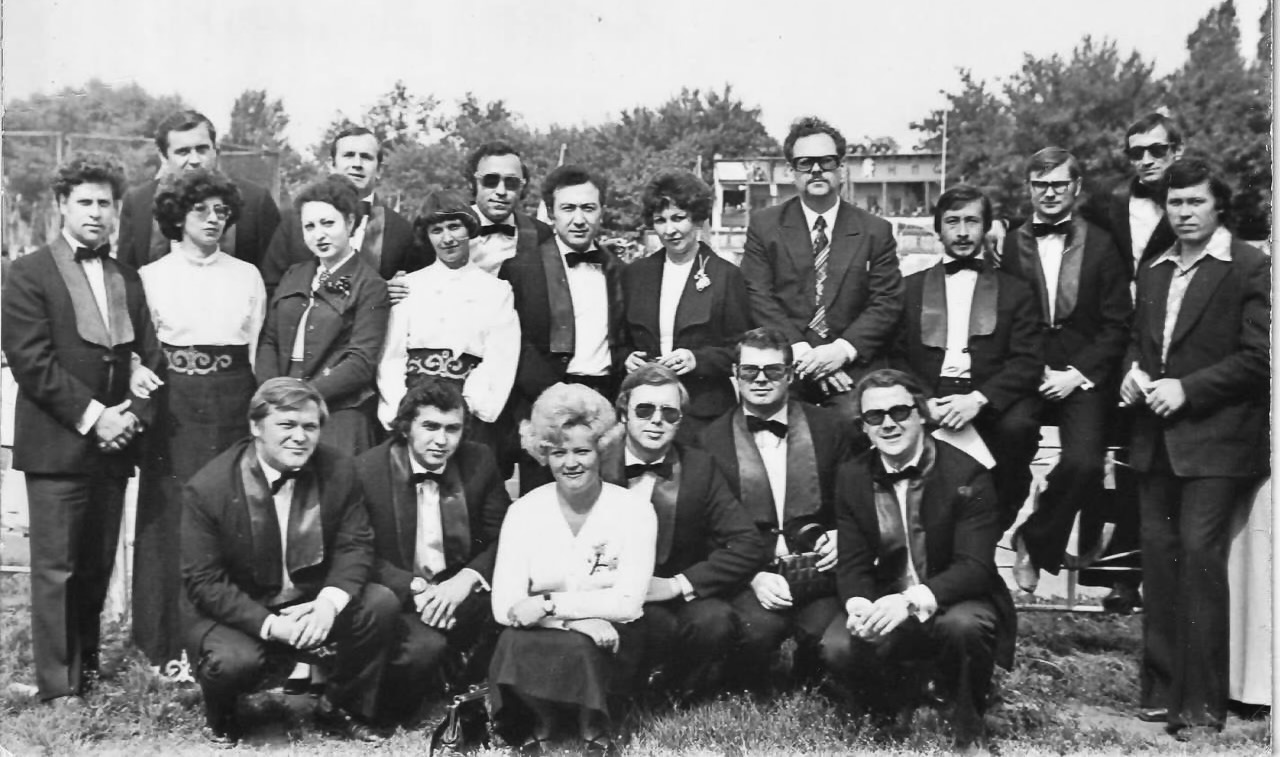
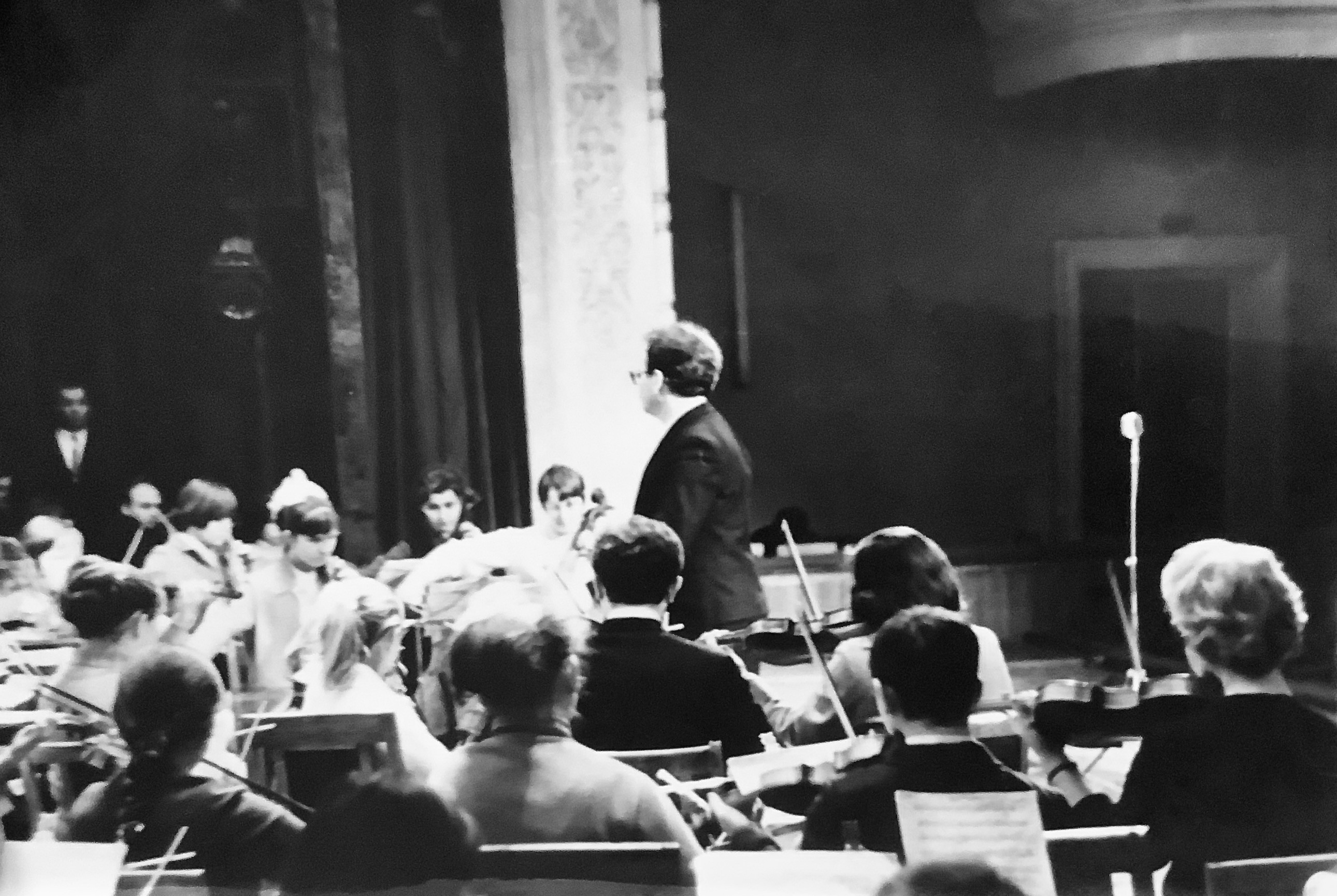
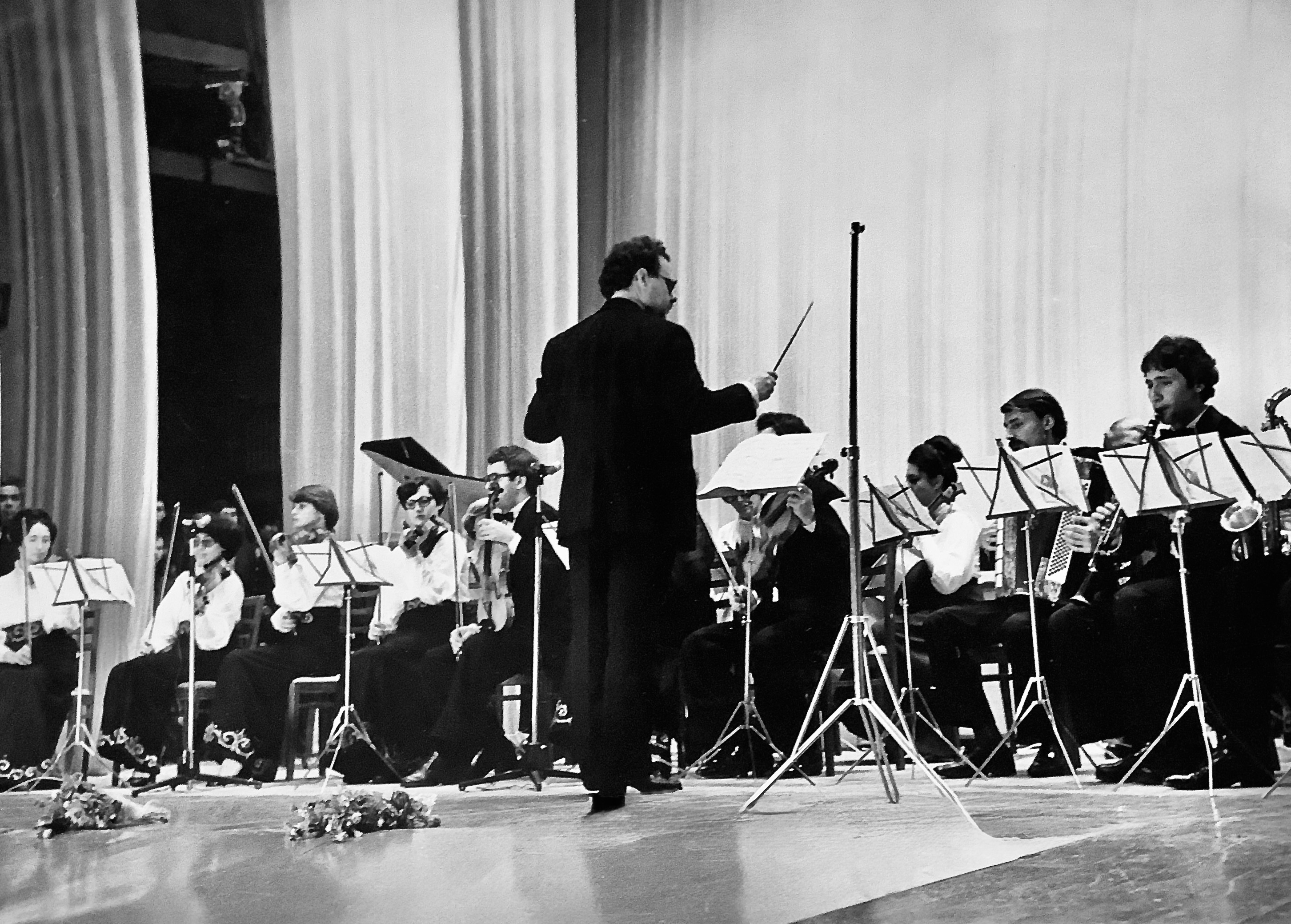
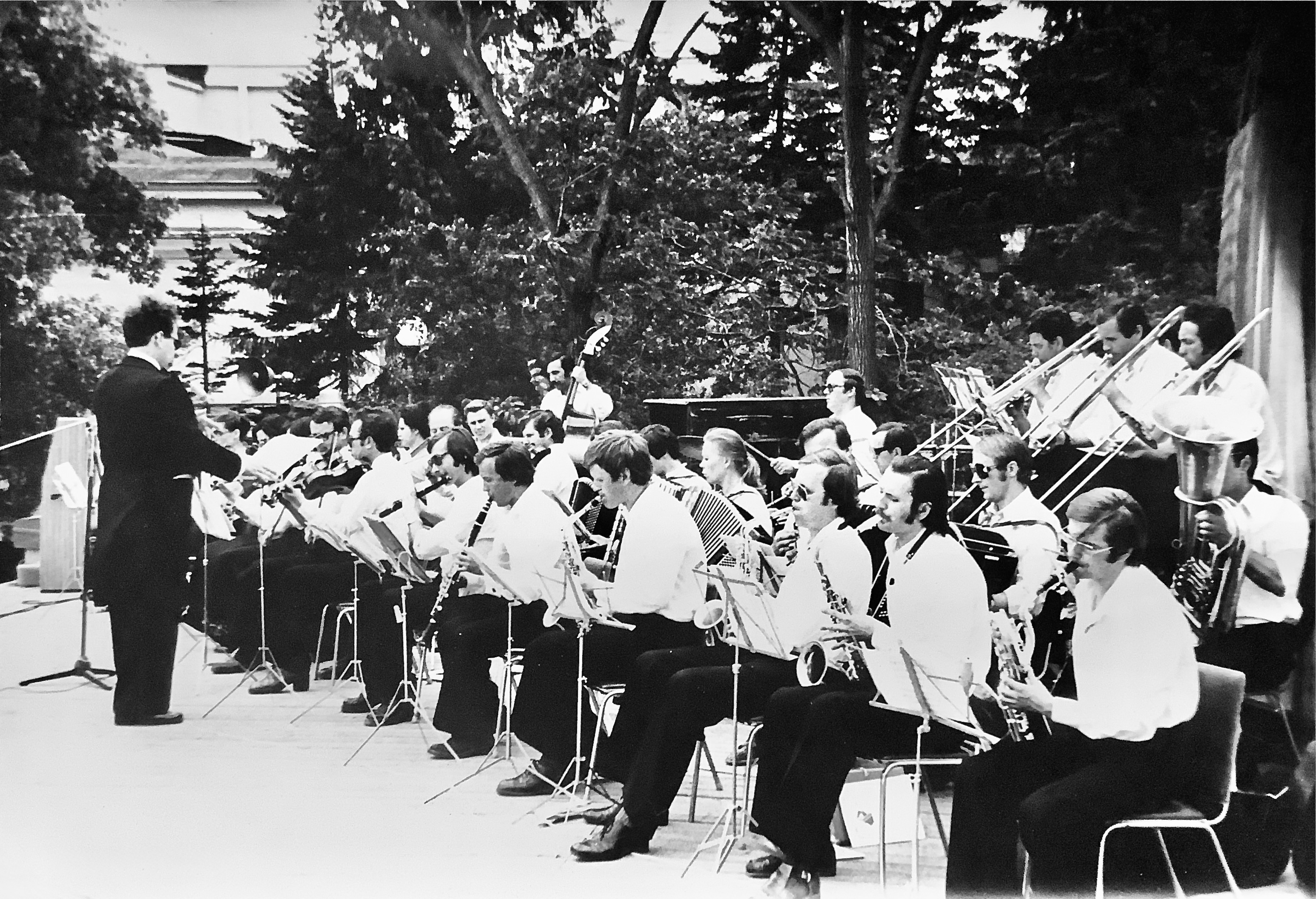
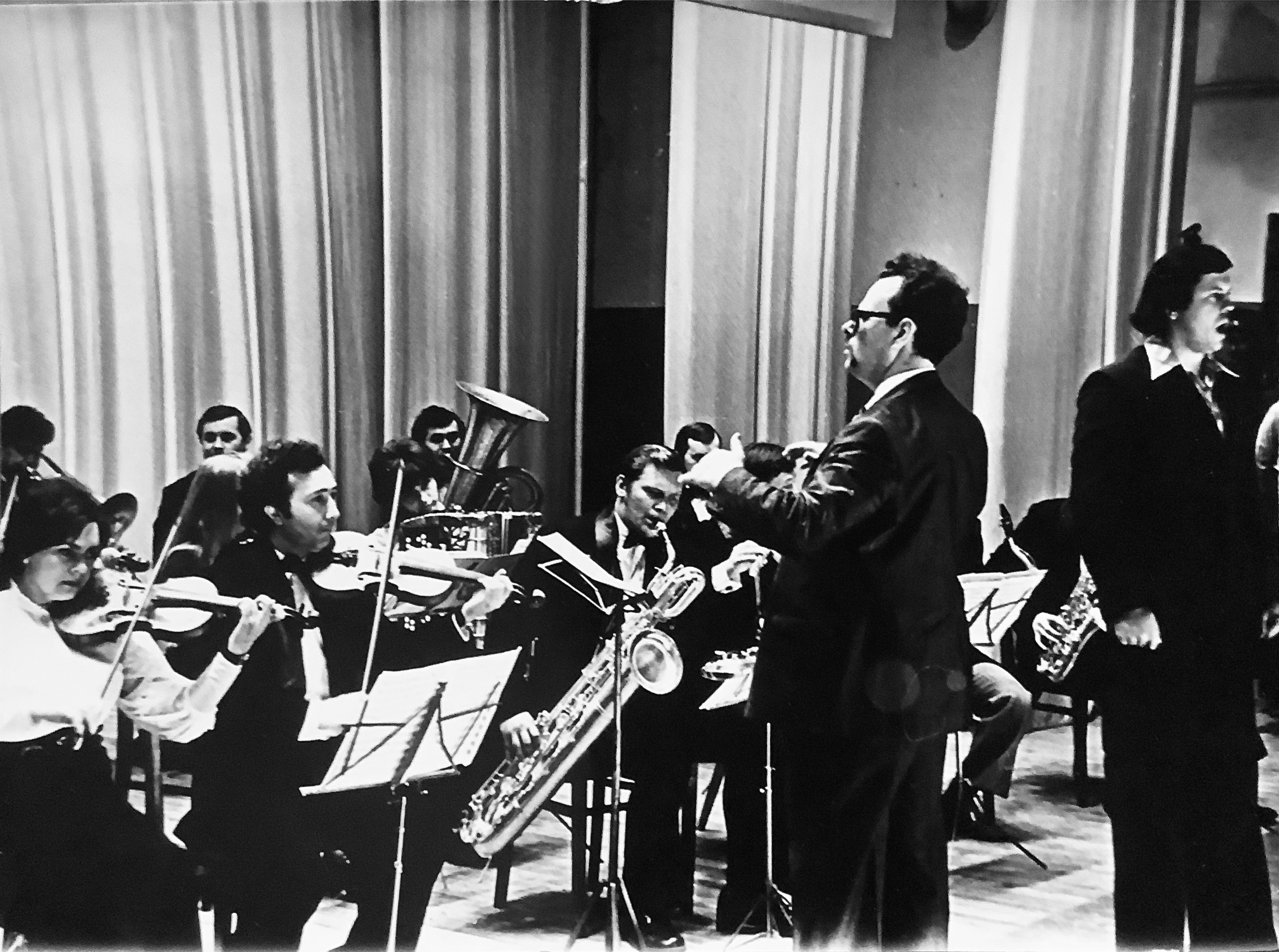
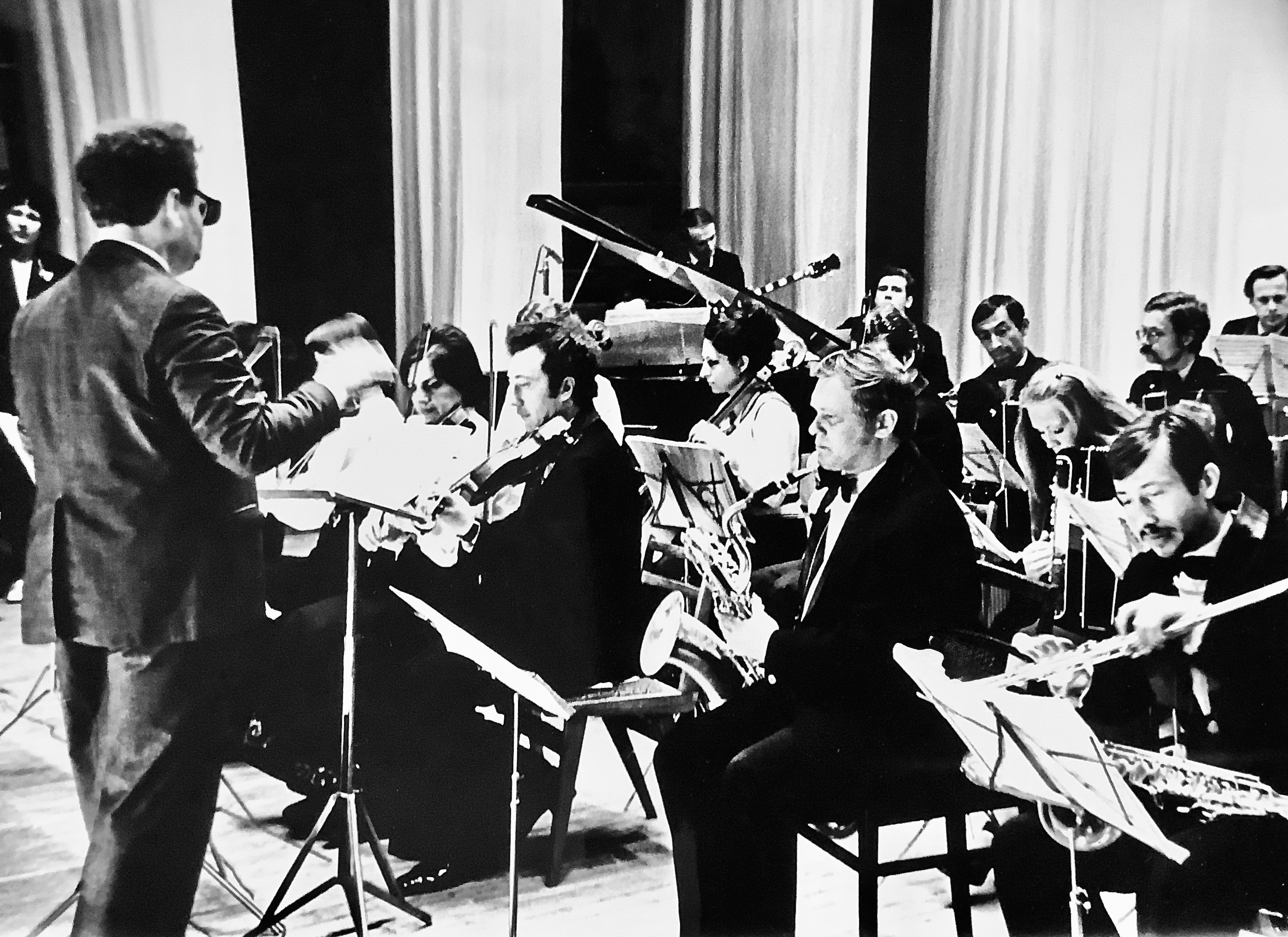
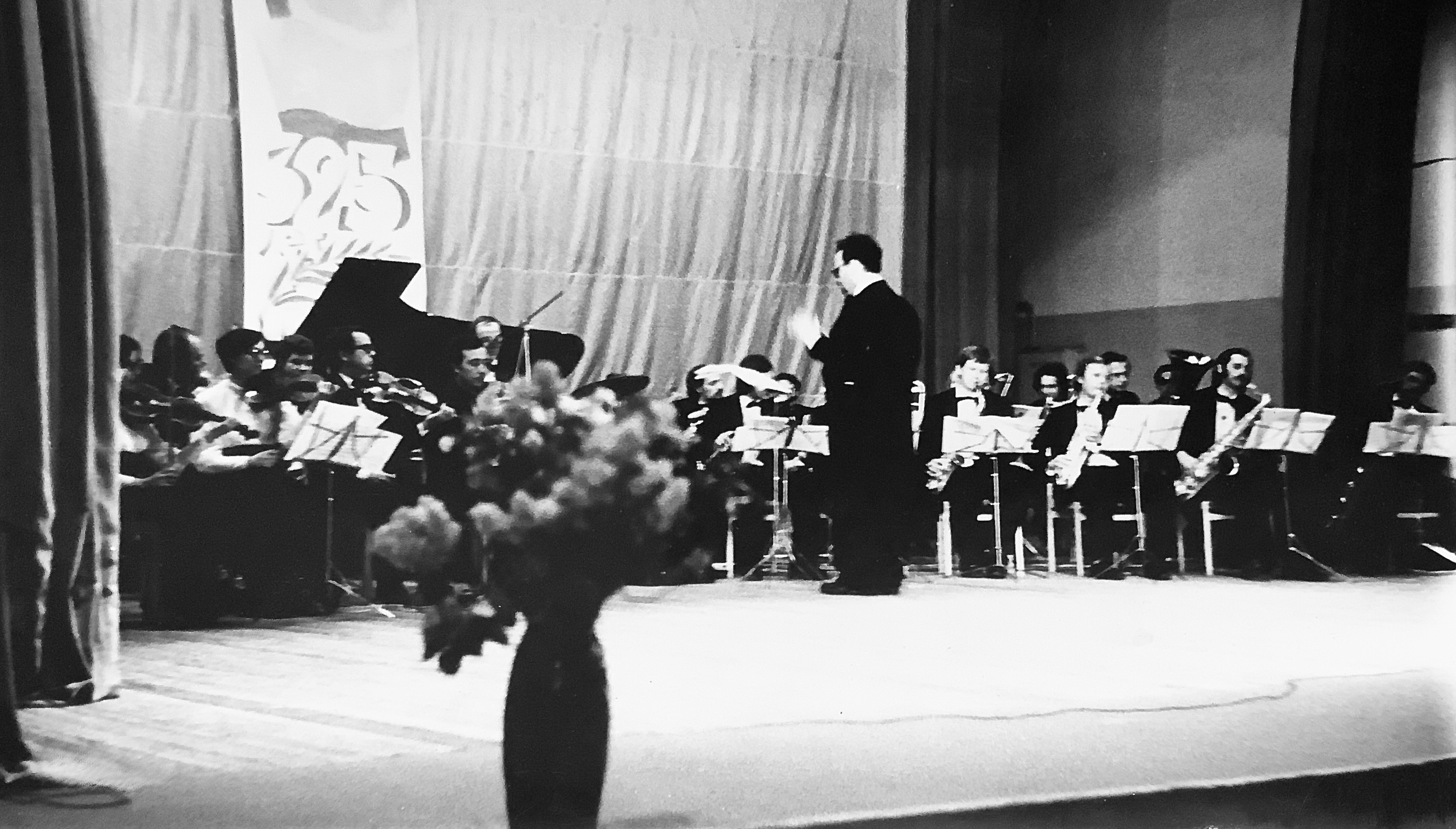
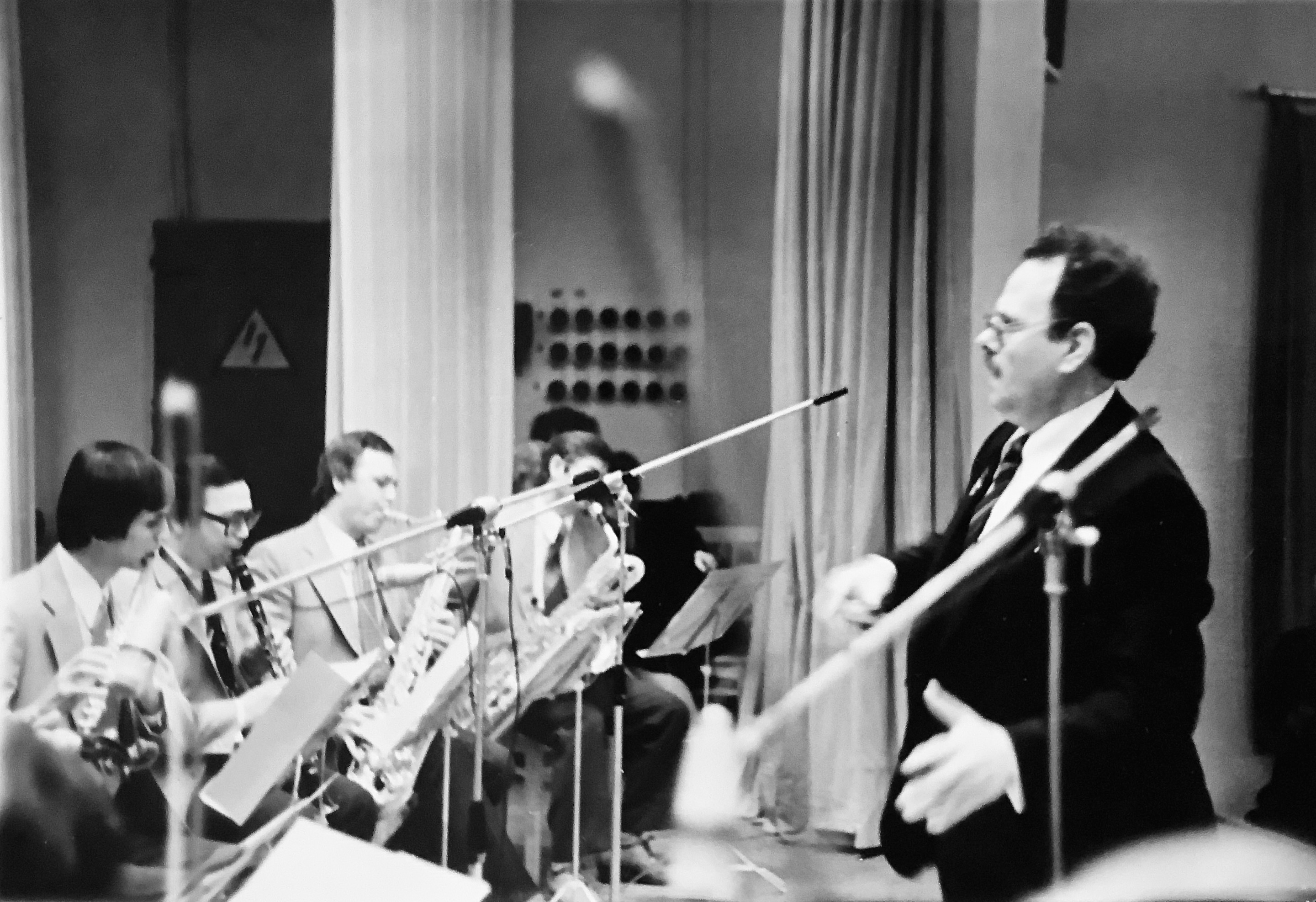
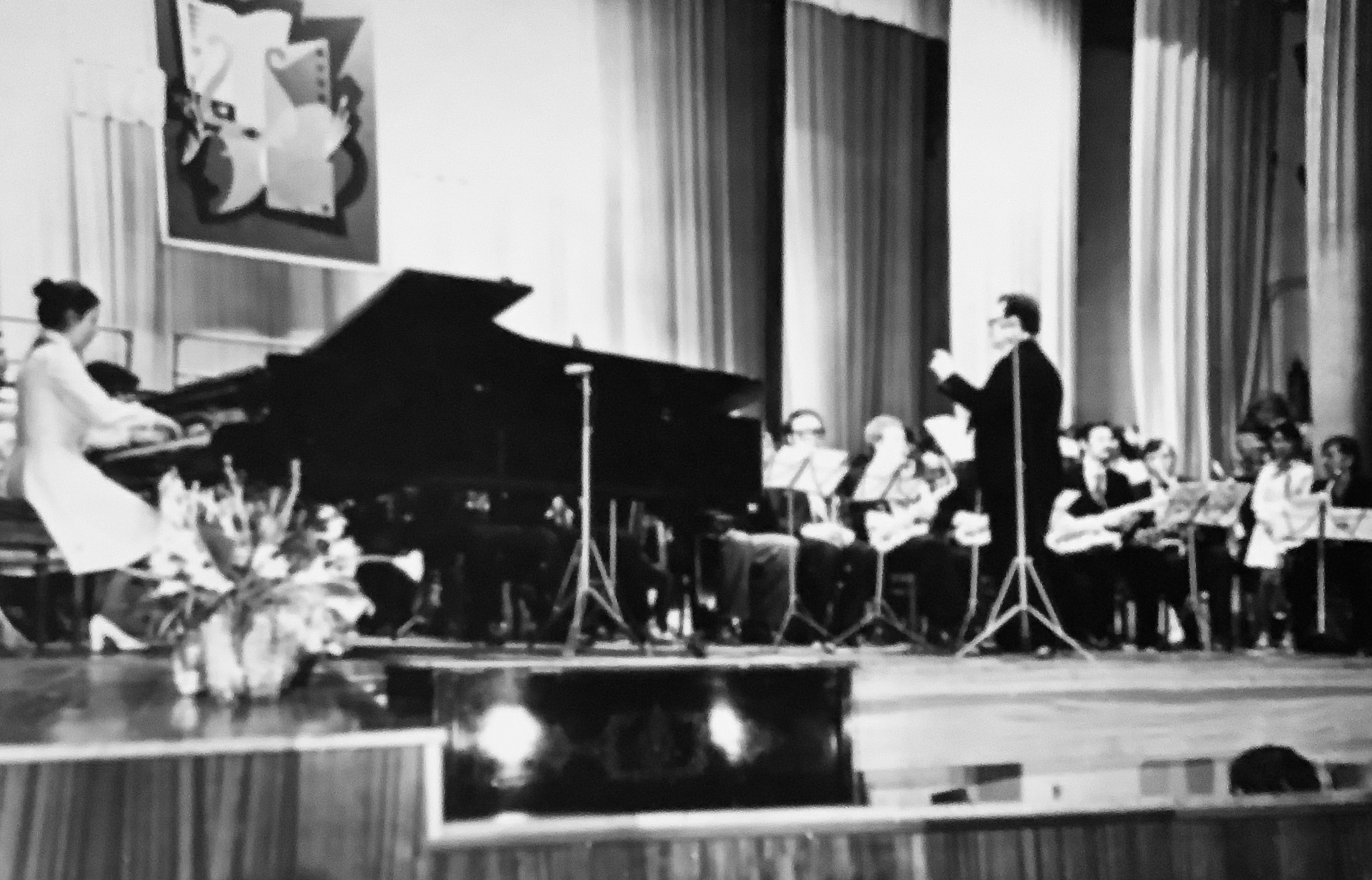
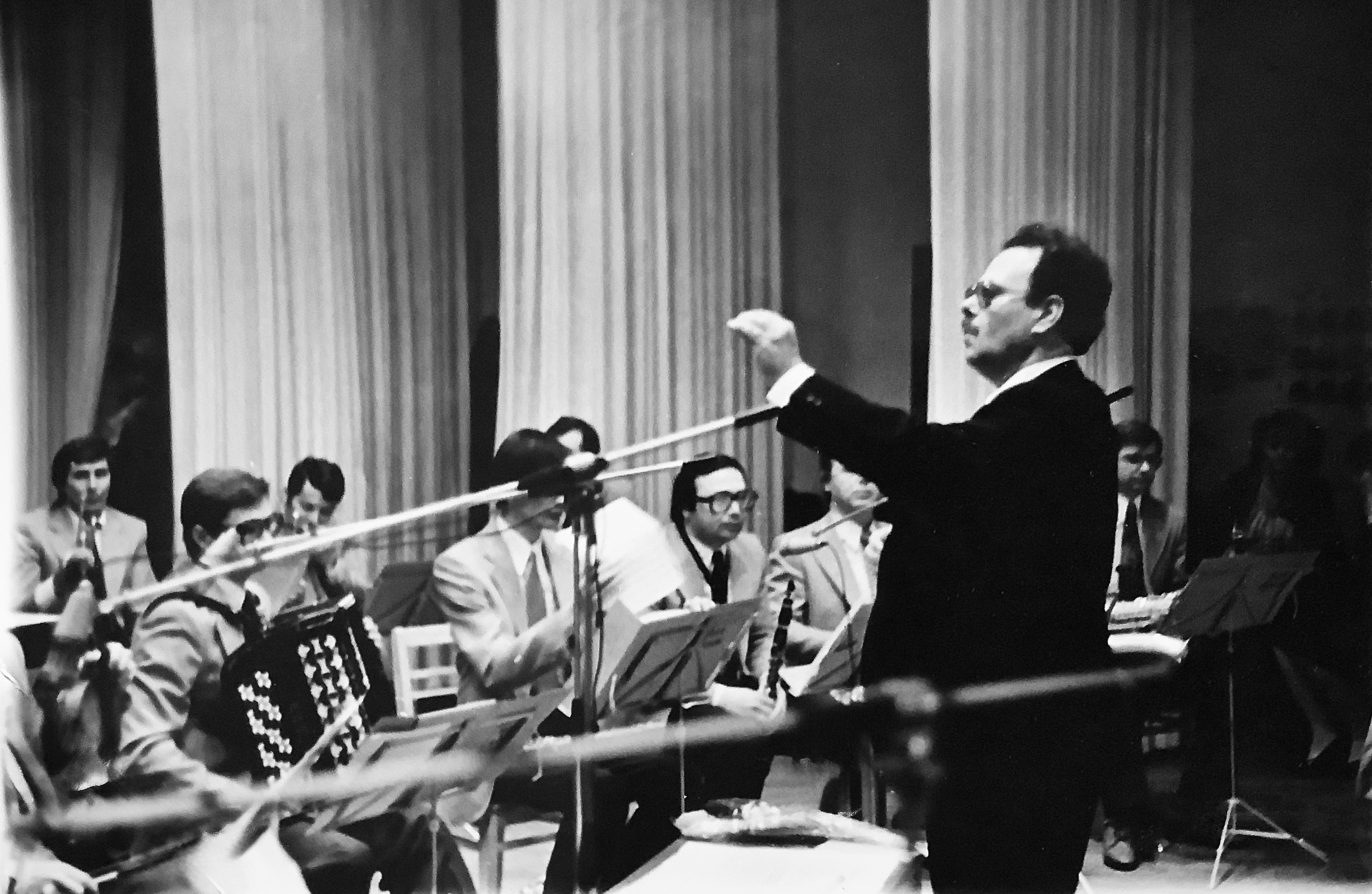
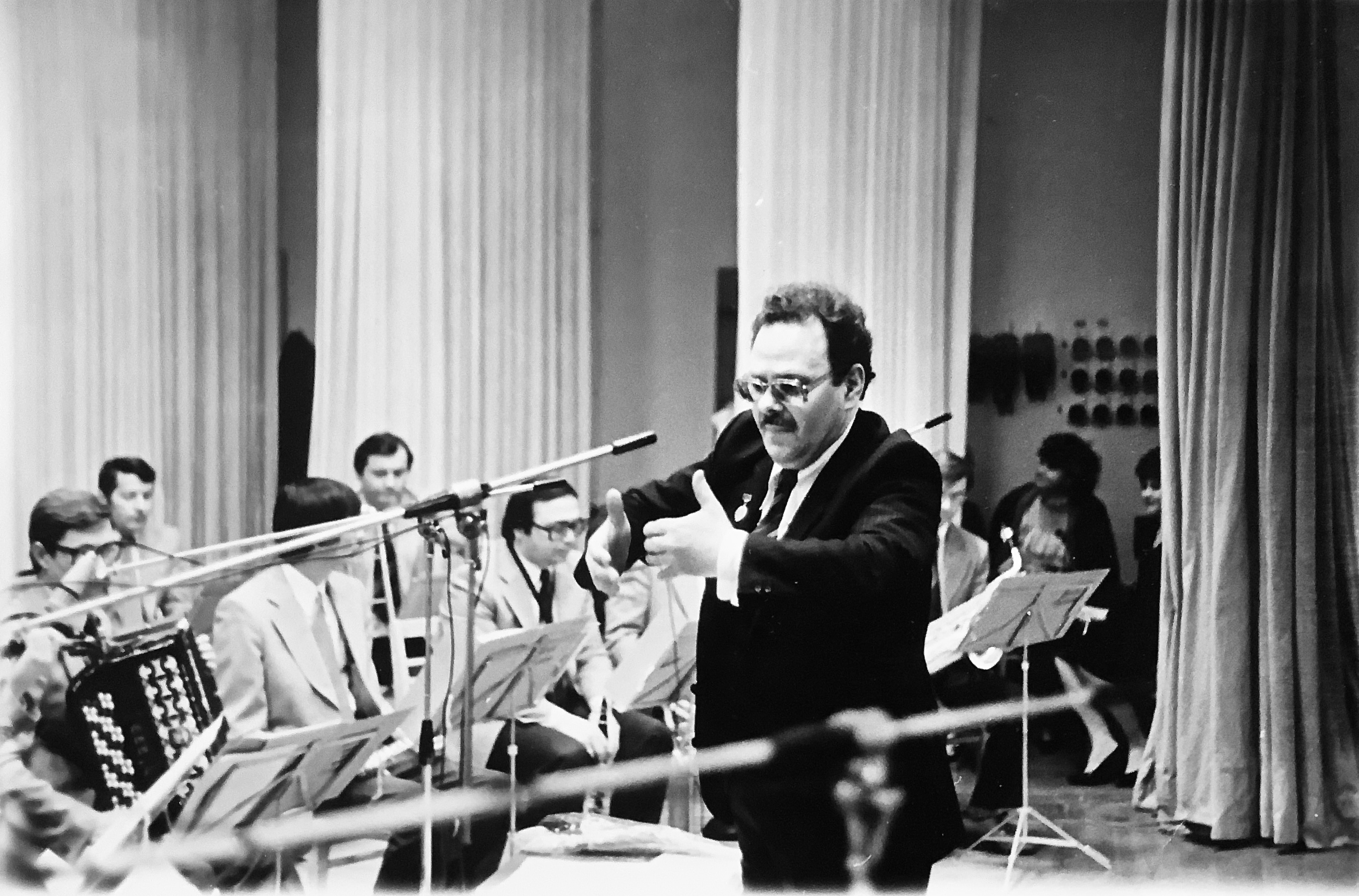
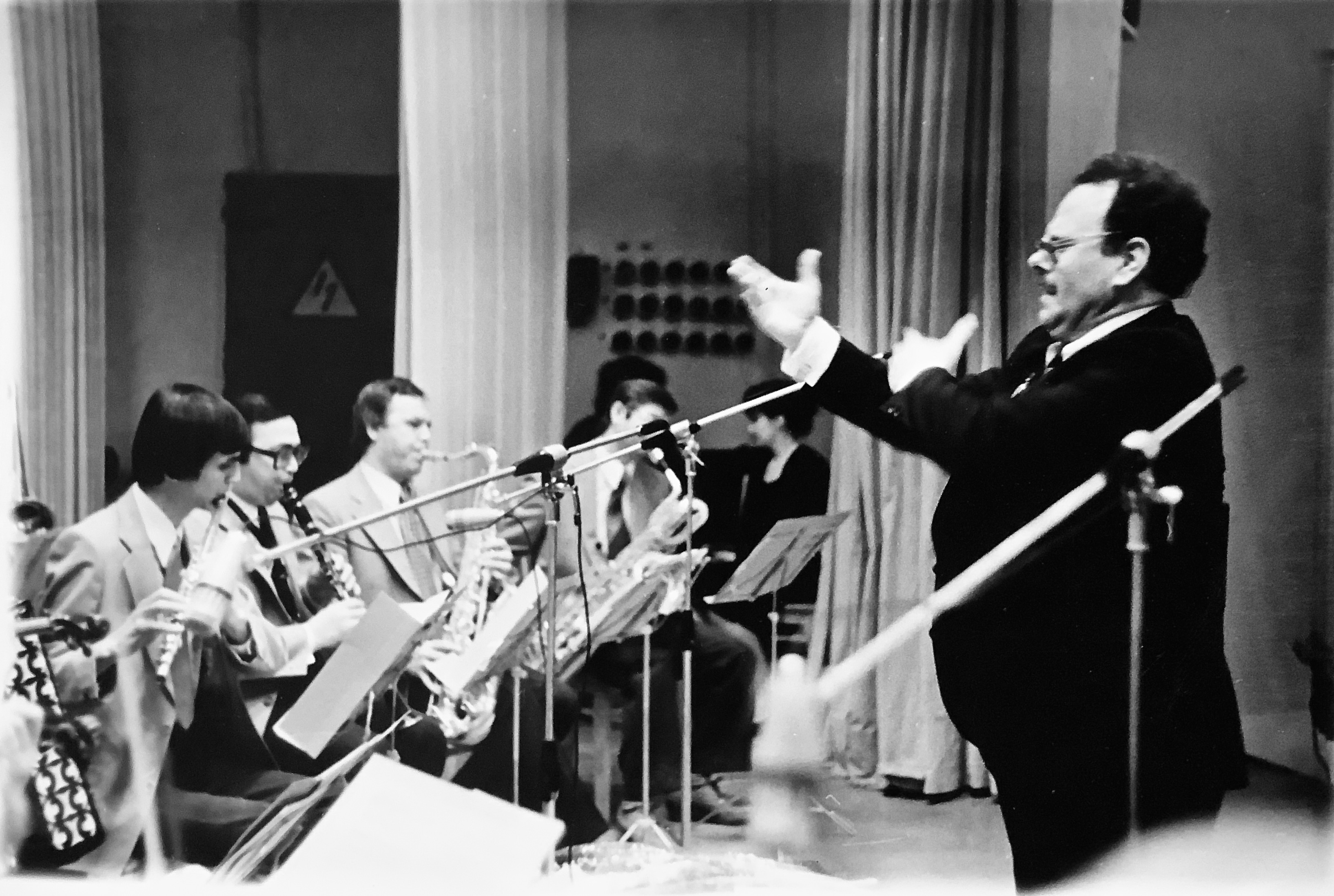
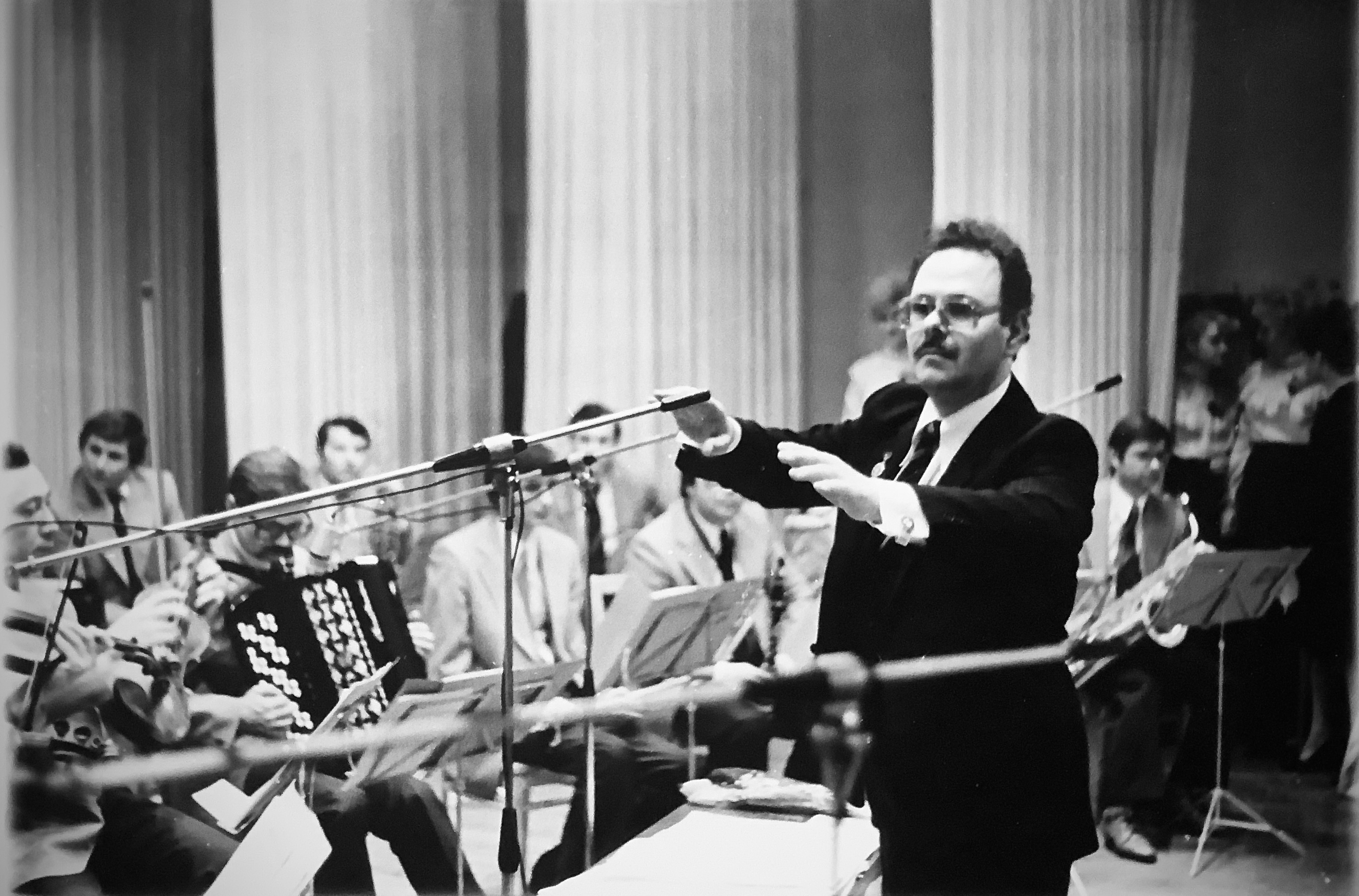
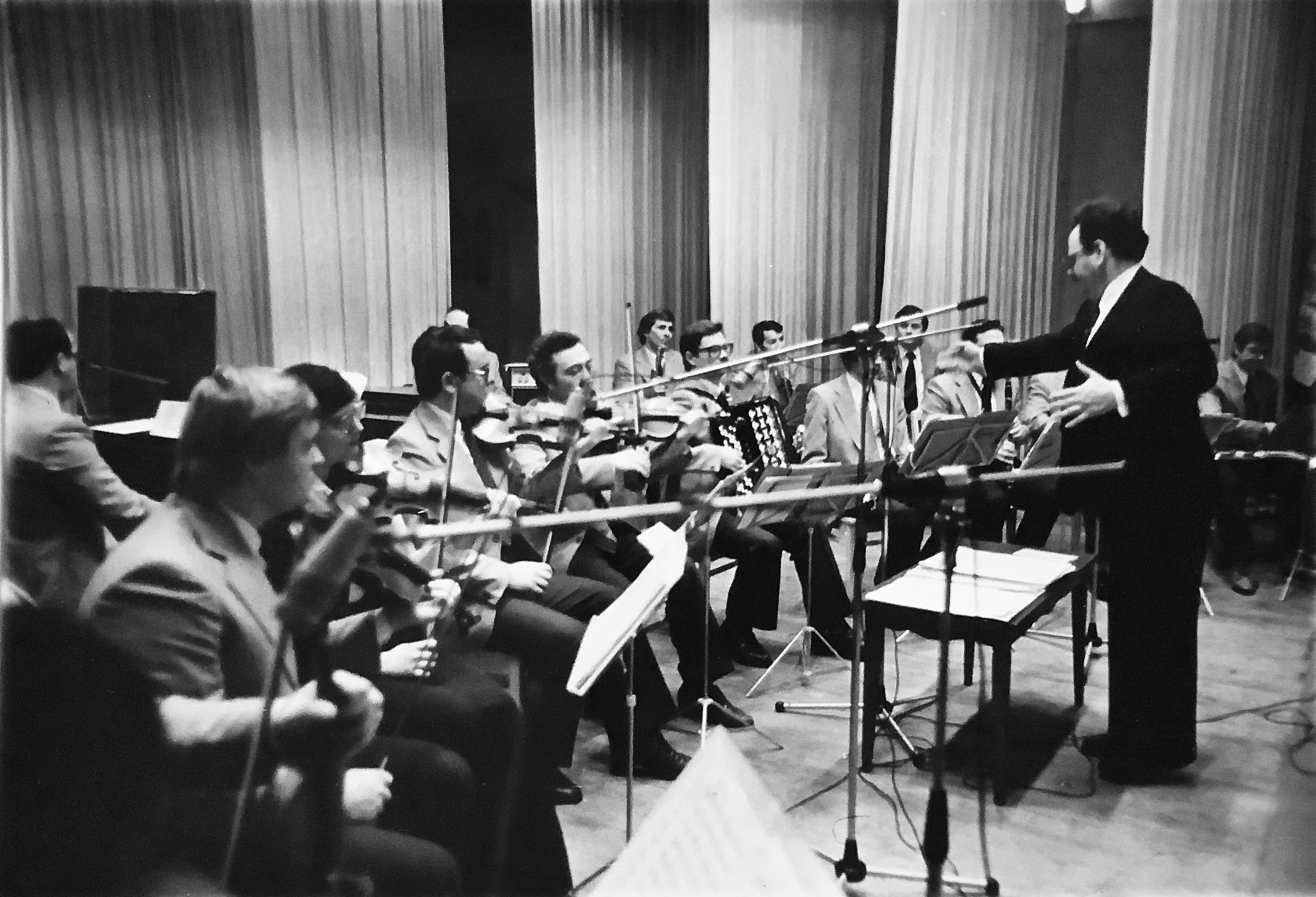
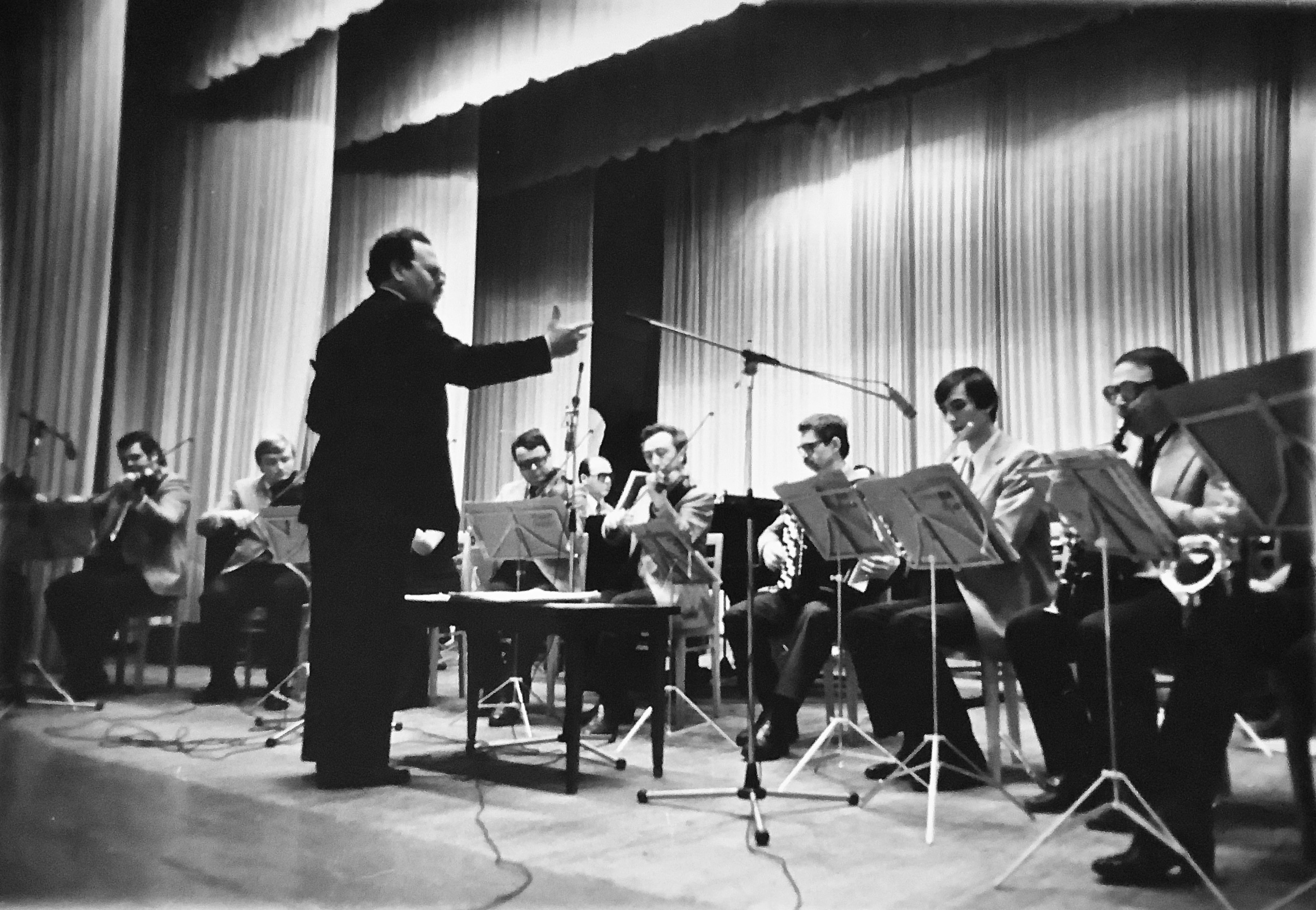
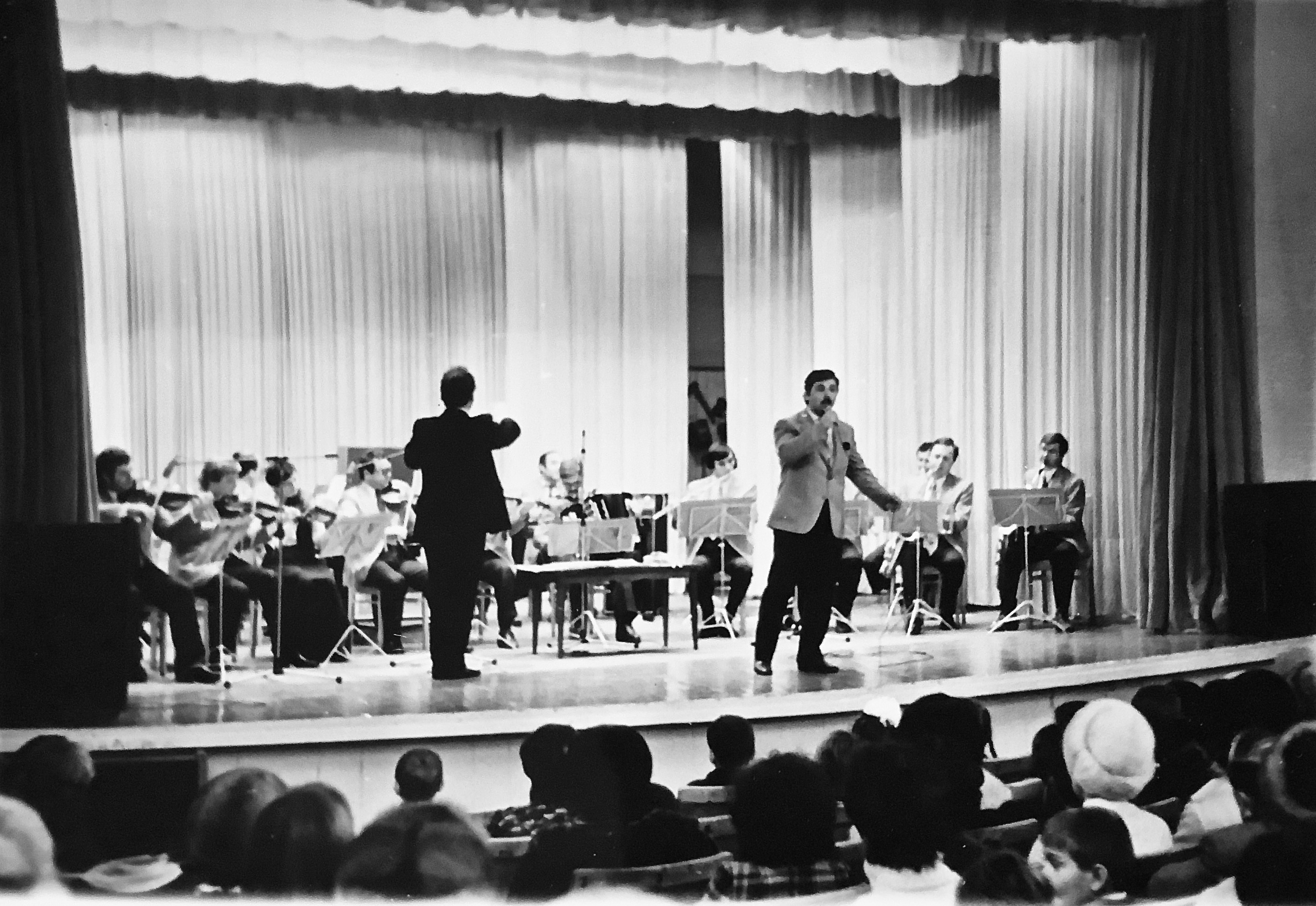
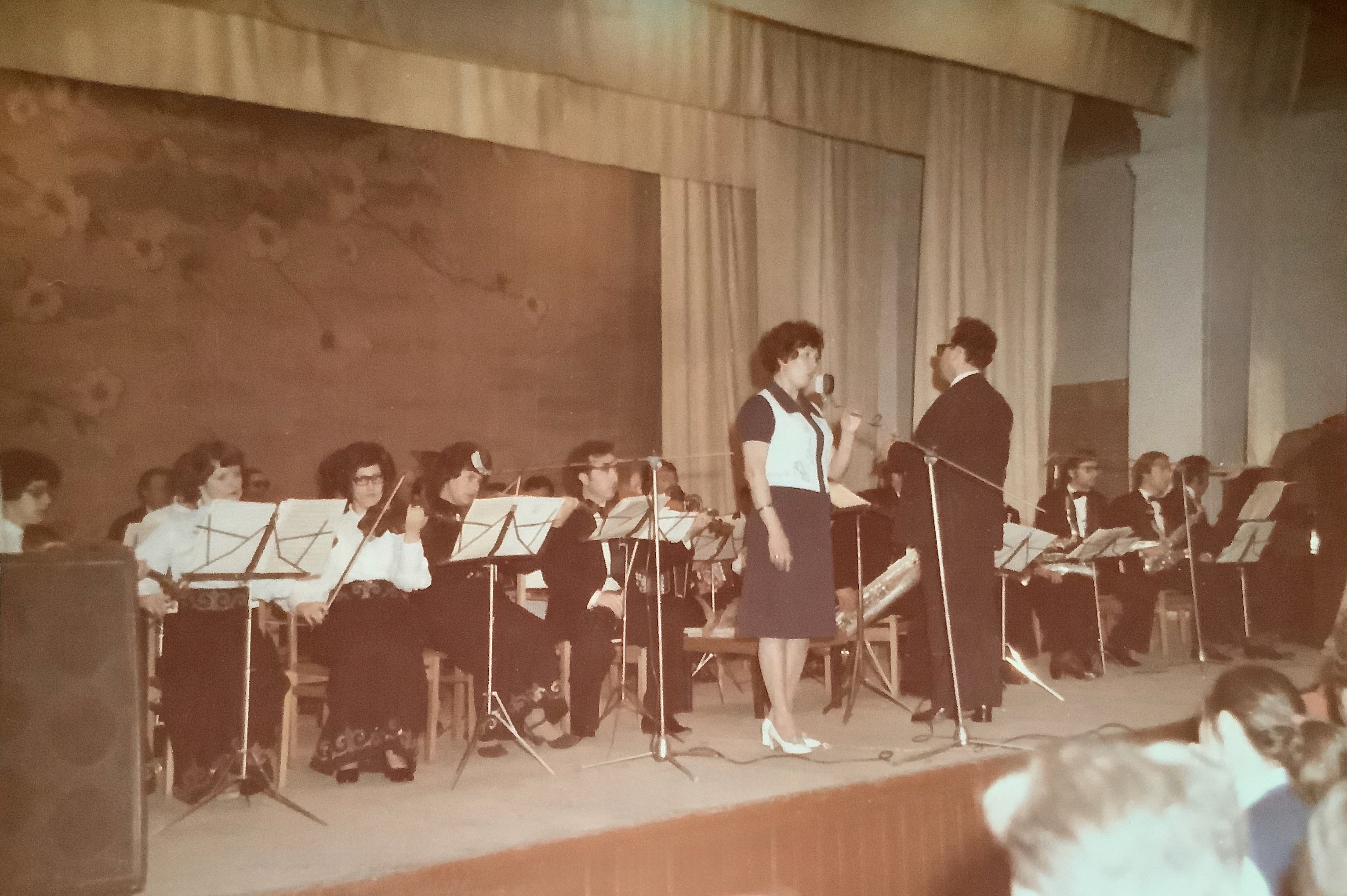
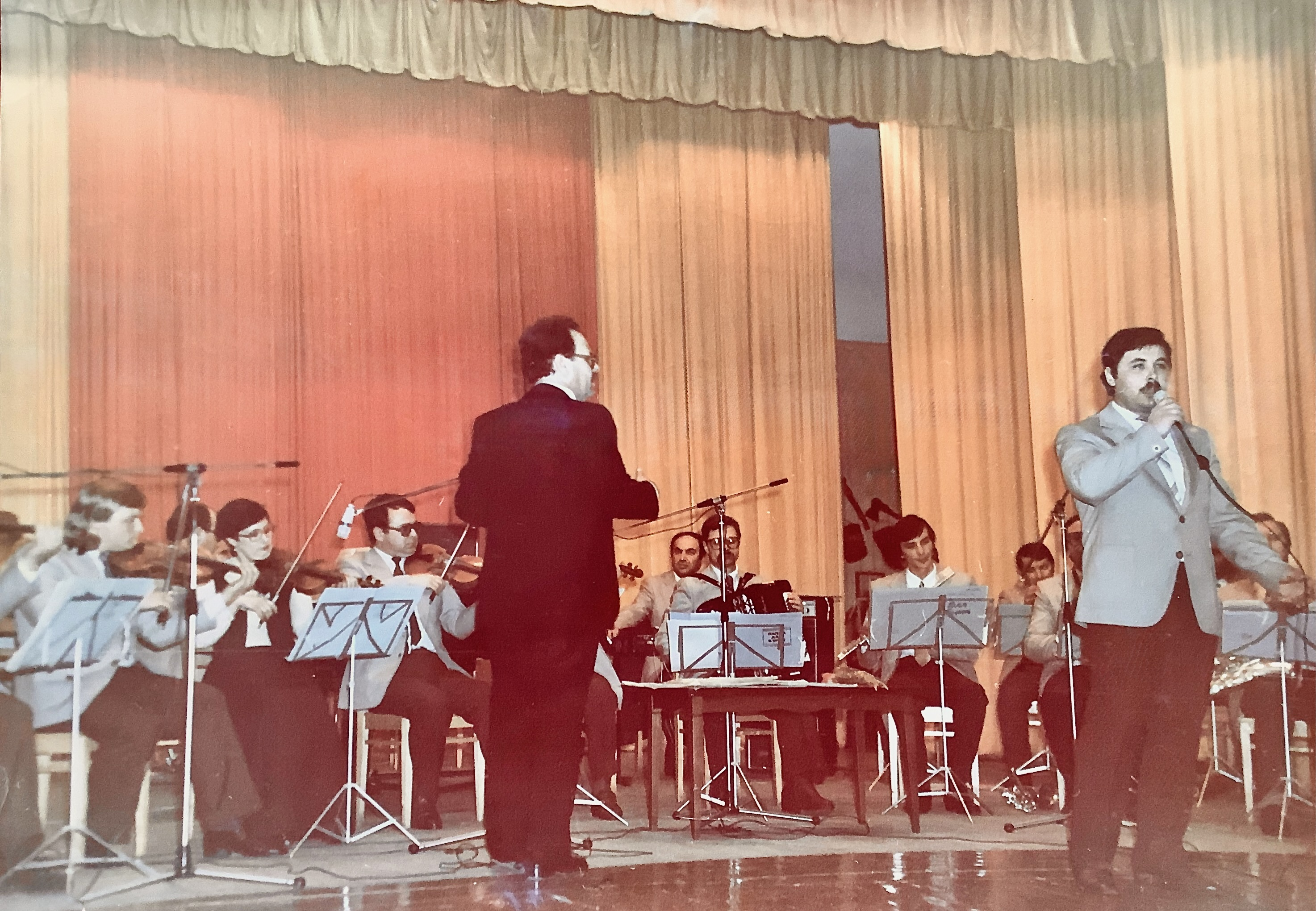

Білоцерківський муніципальний духовий оркестр
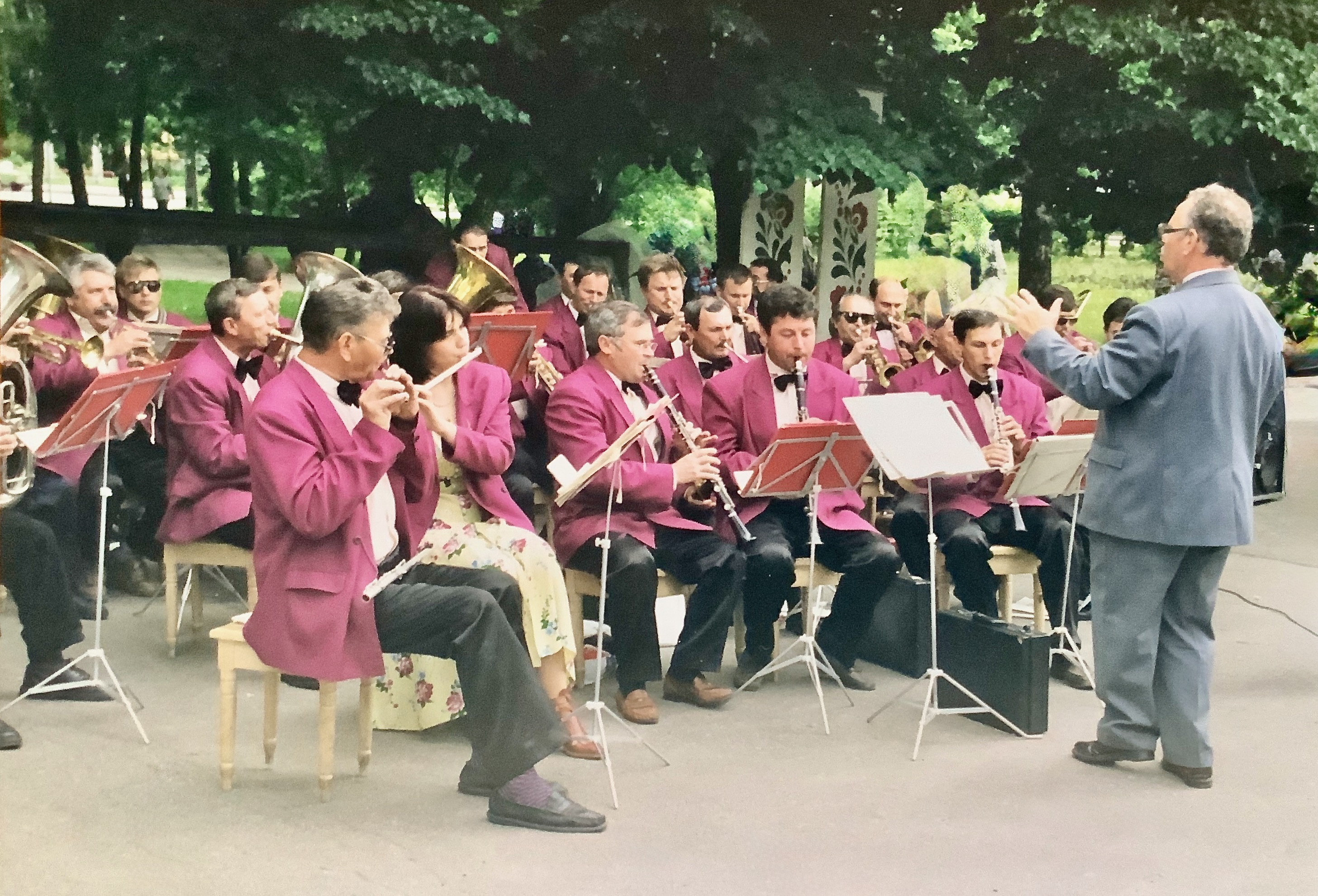
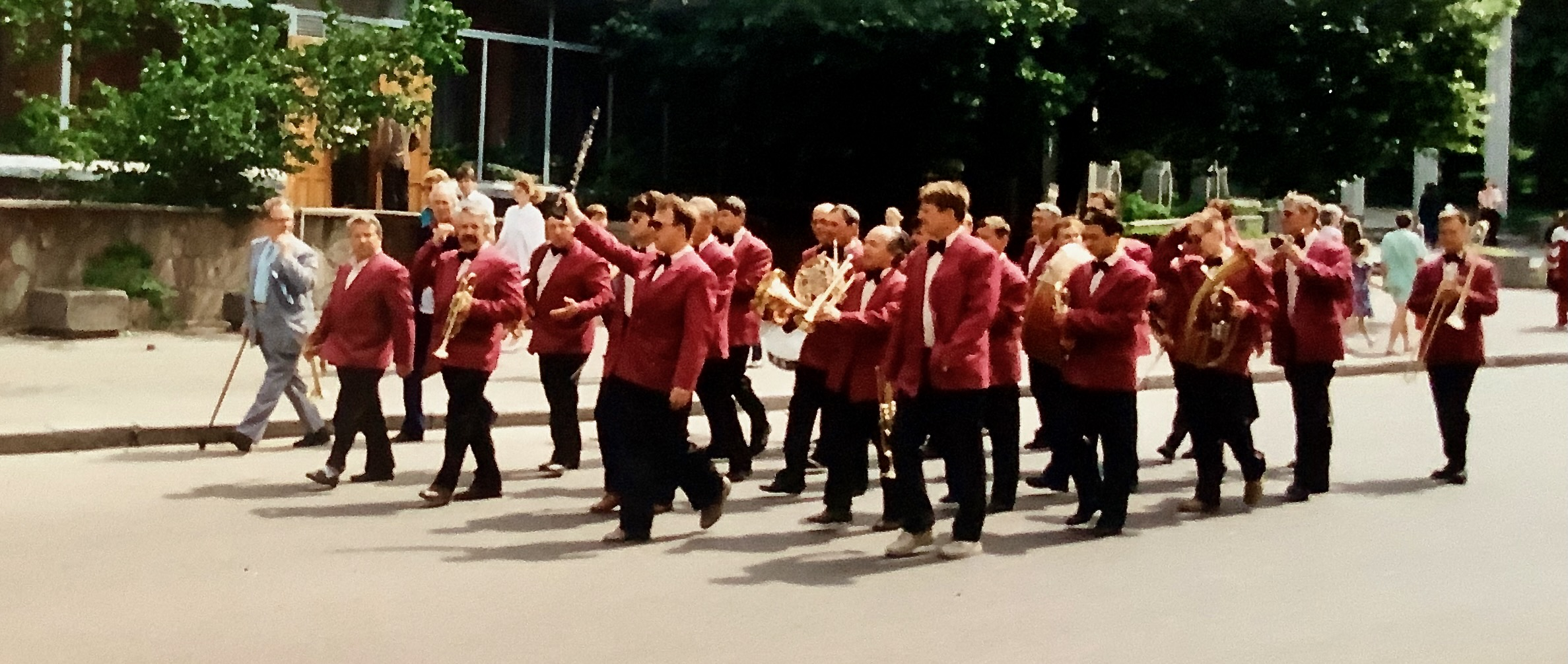
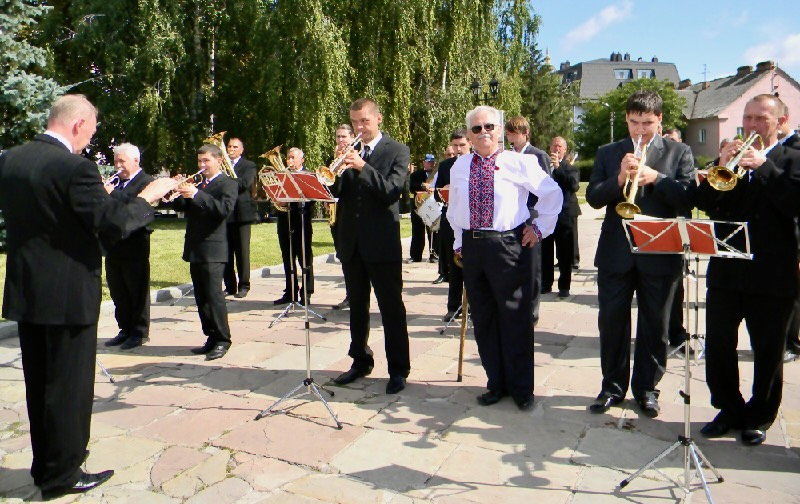
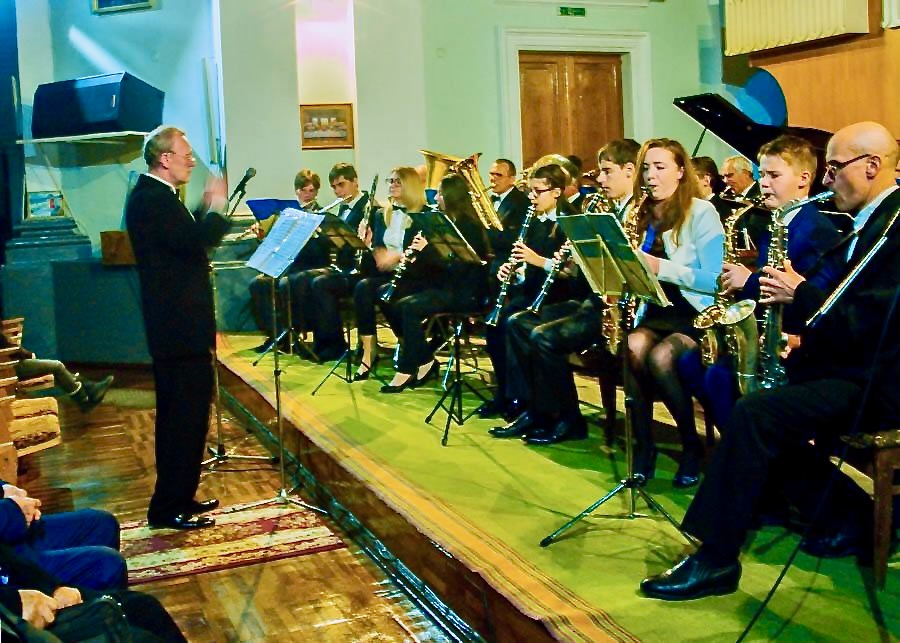
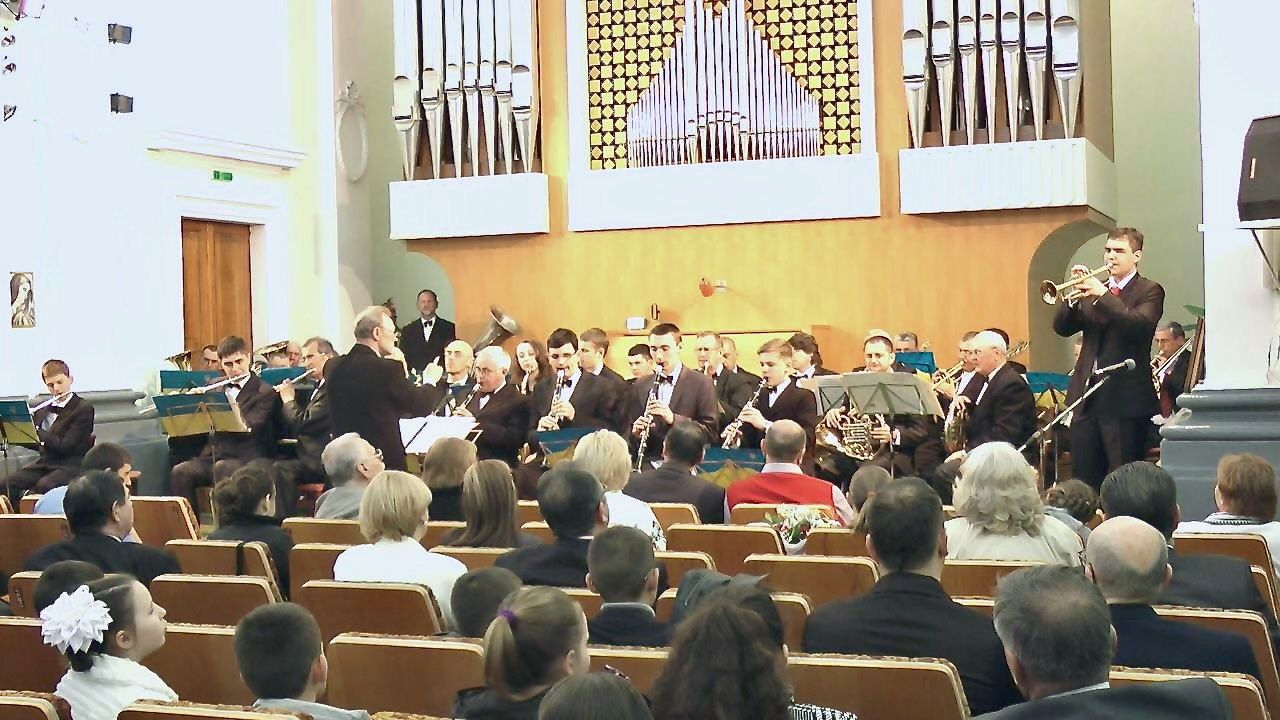
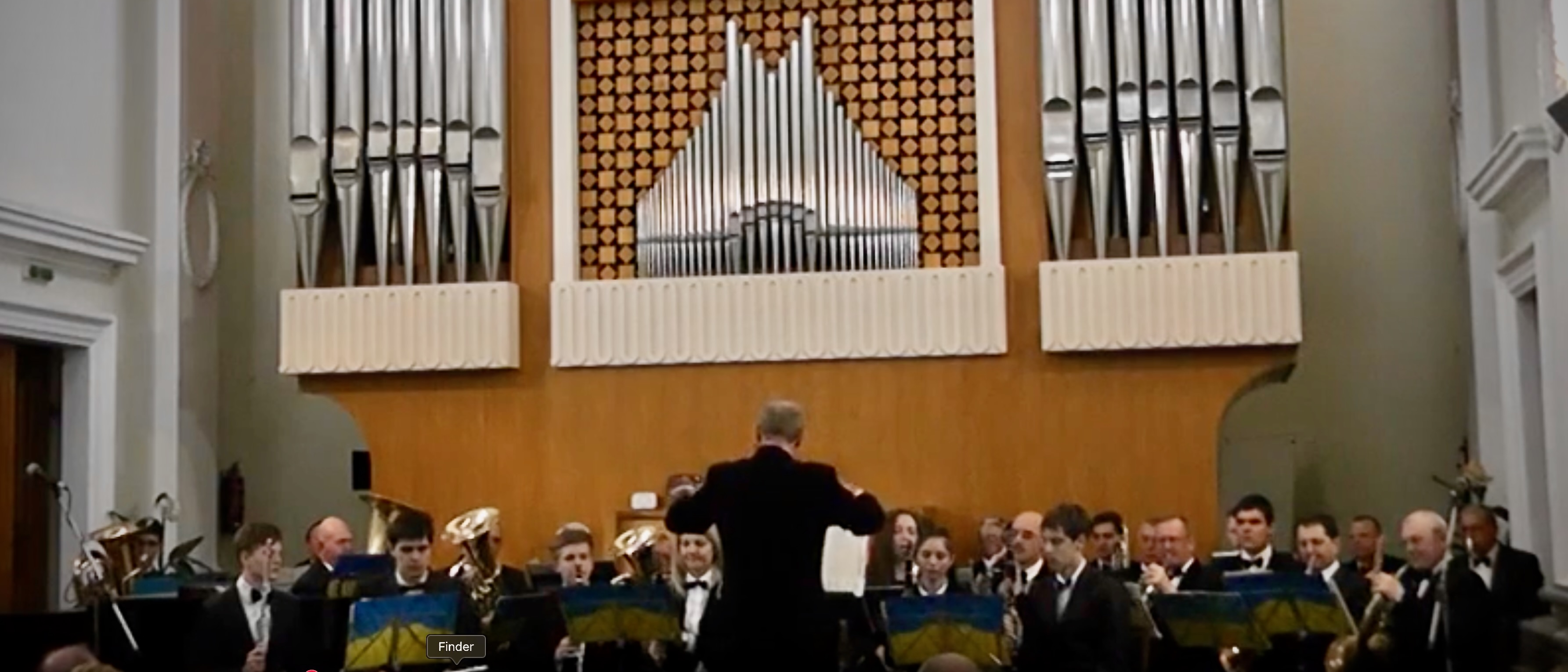